# 중화민국
중화민국(중국어 정체자: 中華民國, 병음: Zhōnghuá Mínguó, 주음 부호: ㄓㄨㄥ ㄏㄨㄚˊ ㄇㄧㄣˊ ㄍㄨㄛˊ 중화민궈[*])은 동아시아에 위치한 공화국으로, 실질적으로 168개의 섬들로 이루어진 섬나라이다. 현재는 중화민국 대신 국내외에서 영토 중 가장 큰 섬의 이름인 타이완(중국어 정체자: 臺灣/台灣, 궈위 발음: [tʰäɪ˧˥ ʋän˦]) 또는 한국식 발음인 대만이라는 명칭을 주로 사용하며, 국제 기구나 스포츠 경기 대회에서는 차이니스 타이베이라는 명칭으로 참여하는 경우가 많다. 국제 연합(UN)에는 가입해 있지 않으며, 수교국이 12개국에 불과해 국제 기구 가입과 진출에 어려움을 겪고 있다.
이웃 국가로는 북서쪽의 중화인민공화국과 동북쪽의 일본, 남쪽의 필리핀이 있다. 대만의 면적은 35,808㎢로 경상도 면적과 비슷하며 산맥 지형이 섬의 동쪽 3분의 2 정도를 차지하고, 서부에 펼쳐쳐 있는 평원 지형에 인구가 집중되어 있다. 수도는 타이베이이며, 다른 대도시로는 신베이, 가오슝, 타이중, 타이난과 타오위안 등이 있다.
아시아 국가 중에서 민주주의 지수가 가장 높은 국가로도 알려져 있다. 인구는 2,370만 명으로, 세계에서 가장 인구 밀집도가 높은 국가 중 하나이다. 명목 GDP 대비 수출액 비중을 의미하는 수출 의존도가 60%에 육박하는, 수출 중심의 개방형 통상국가이다. 2024년 국제통화기금 집계 기준, 세계에서 22번째로, 아시아에서 6번째로 큰 경제 규모를 가지고 있는 소규모 선진국이다.

## 국호

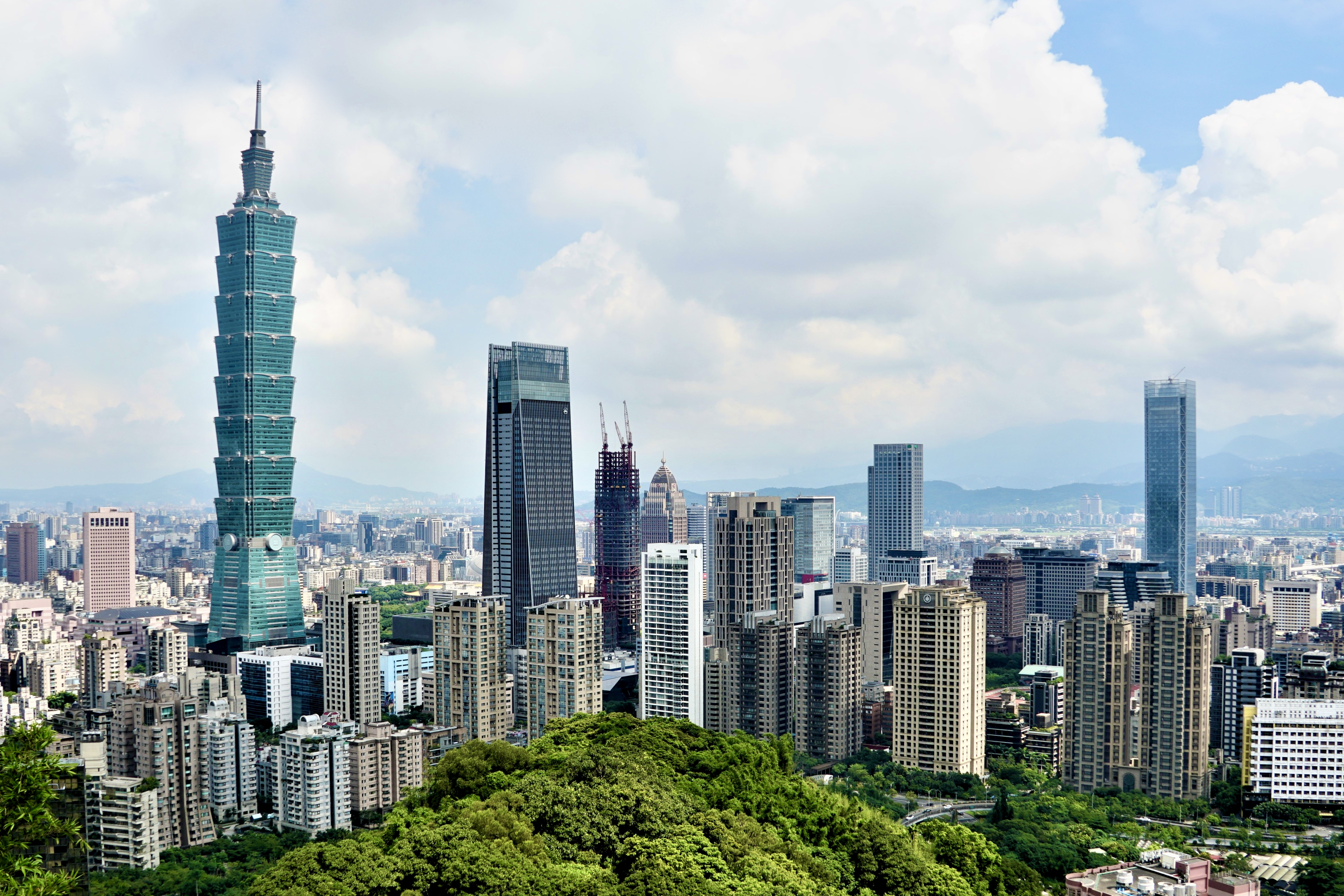
대만의 수도 타이베이시

정식 국호는 중화민국(中華民國)이며, 자국 내에서는 타이완(台灣)이라고 부르고 대만 민남어로는 팅아빈콕(Tiong-hôa Bîn-kok), 객가어로는 츙파민코엣(Tshṳ̂ng-fa Mìn-koet)이며 과거엔 중국이라고 자칭하였으나 더 이상 사용하지 않는다. 또 영어로는 Republic of China이며, 약칭은 ROC이다. 1971년 중화민국이 UN 회원국 지위를 버린 이후 '중공'이라 불렀던 중화인민공화국을 중국으로 부르는 빈도가 훨씬 많다. 통상적으로 중화민국의 현재 영토 중에서 가장 중심적인 지명을 따서 대만이라고 부르는 일이 더 흔하다. 과거 냉전시절 미국이나 대한민국 등 친서방 국가는 중화인민공화국, 즉 '중공'(中共, Communist China)과 구분하기 위하여 자유중국(自由中國, Free China) 또는 중국이라고도 불렀으나 탈냉전 이후부터는 빈도가 감소하였다.
실제 중국으로 인정하는 중화인민공화국은 하나의 중국 원칙을 주장하며 중화민국에 대한 영유권을 주장하고 중화민국 정부를 인정하지 않는다. 1983년 6월 26일, 덩샤오핑 이론에 따라 중화인민공화국 타이완 특별행정구(中華人民共和國台灣特别行政區)라는 이름을 제시하였고, 타이완 지구를 홍콩, 마카오와 같은 자국의 특별행정구로 간주한다. 이런 중화인민공화국의 압력으로, 중화민국은 중화 타이베이(Chinese Taipei, 中華臺北 또는 中華台北)라는 별칭을 1980년대부터 올림픽 등의 국제 대회나 국제기구 등에서 사용한다. 단, 세계 무역 기구(WTO)에서 중화민국의 가맹 명칭은 대만·펑후·진먼·마쭈 개별관세영역(臺灣·澎湖·金門·馬祖 個別關稅領域; Separate Customs Territory of Taiwan, Penghu, Kinmen and Matsu; 台澎金馬個別關稅領域)이다.
2008년 6월 4일, 어우훙롄(歐鴻煉) 중화민국 외교부장은 국제기구 등에서 '중화 타이베이'를 적극적으로 사용할 방침이라고 밝혔다. 반면 중화민국 감찰원은 중화민국 행정원의 정부 문서에서 국제사회에서 '대만' 사용이 높은 빈도라고 지적하였으며 '중화민국'이라고 명시해야 한다고 밝혔다. 차이잉원 행정부 시대에 중화민국 대만(中華民國台灣)이라는 새로운 호칭을 도입하였으며, 이 호칭은 현재의 라이칭더 정부에서도 사용하고 있다.
중화민국에 우편물을 보내는 우편 국가기호는 대만, 즉 타이완의 약자 'TW'이다.

## 역사

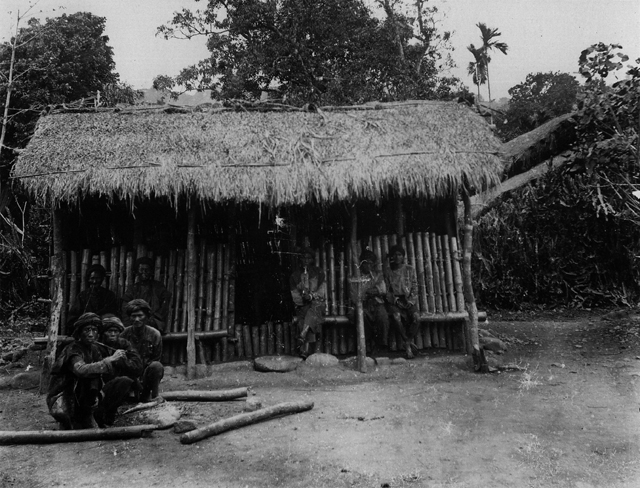
원주민들의 전통 가옥 (1900년)

### 국부천대 이전

#### 임시정부·북양정부
1911년, 우창 봉기를 계기로 신해혁명이 일어났다. 혁명에 참여한 단체들은 쑨원을 임시 대총통으로 삼았으나, 그는 위안스카이에게 대총통 자리를 양보하였다. 그러나 위안스카이는 반식민지화된 중국의 현실을 망각하고 갑자기 중화제국을 선포한다. 이에 전국적인 폭동과 군벌들의 무장 투쟁이 격화되었는데, 결국 위안스카이는 다시 제정을 폐지하고, 대총통 자리에서도 물러났다. 위안스카이가 죽자 군벌이 계파별로 갈라지고 "군벌들의 전국시대"라고 할 만한 치열한 내전 상태에 들어간다. 일본제국은 난징을 침략하여 강간, 학살을 일삼고 중국인들을 유린하였다. 쑨원과 장제스를 중심으로 한 중국국민당은 중국공산당과 손을 잡고 광저우시에 새로운 혁명정부를 수립하였다. 이후 북벌 과정에서 장제스는 상하이 쿠데타를 일으켜 공산당원을 축출했다.
| 연도   | 사건 |
| ------ | --- |
| 1912년 | 1월 1일 중화민국 임시정부가 난징에서 성립 위안스카이가 임시총통으로 취임 정부를 베이징으로 이전으로 북양정부 수립 |
| 1915년 | 일본 제국, 21개조 요구 제시                                                                                       |
| 1916년 | 위안스카이, 중화제국 황제 즉위를 선언 후 단념, 이후 사망 군벌 시대 시작                                           |
| 1919년 | 5·4 운동 |
| 1921년 | 쑨원, 광저우에서 혁명정부 수립                                                                                    |
| 1926년 | 장제스 지휘 국민혁명군, 북벌 작전 목적으로 출병 개시                                                              |

#### 난징 정부기
북벌을 완료한 장제스의 중국국민당은 중화민국의 수도를 난징시로 천도한다. 점차 정부의 권력이 중국국민당에 집중되면서 국민당의 일당 독재가 시작된다. 이에 대항해 중국공산당이 장시성에 중화소비에트공화국을 세웠으나, 3년만에 제압된다. 그 후 일본 제국이 만주사변을 일으키고, 중일 전쟁이 시작된다. 이 때문에 중국 본토 전체가 전장이 되었다. 1937년 수도 난징이 일본 제국에 점령당했다. 국민정부의 극히 일부 지도자들만이 가족과 친척들을 남기고 극적으로 난징을 탈출, 충칭시로 도피하여 충칭을 일시 수도로 선포한다. 일제는 중화민국의 수도였던 난징에서 인구 대부분의 사람들을 학살, 강간하며 유린한 난징 대학살을 일으킨다. 당시 난징은 국민당의 수도로서 베이징, 상하이의 인구를 훨씬 뛰어 넘었었다. 1940년에는 일본 제국의 전쟁범죄에 의한 식민지 괴뢰 정부가 왕징웨이에 의해 수립된다. 일본이 미국에 항복하고 중화민국은 일제와 서양 열강의 식민지에서 해방된다. 중화민국은 유엔에 가입하여, 유엔 안전 보장 이사회의 상임이사국이 된다.
| 연도   | 사건 |
| ------ | --- |
| 1928년 | 6월 9일 북벌 완료 장제스가 중국국민당을 지지 기반으로 하는 정부를 난징에서 수립 |
| 1931년 | 중국공산당이 장시성에서 중화소비에트공화국 수립 선언 일본 관동군, 만주사변 도발 둥베이에 만주국 건국 |
| 1934년 | 중국국민당이 중화소비에트공화국을 해체시킴 중국공산당의 장정이 시작됨. |
| 1937년 | 중일 전쟁 발발 난징에서 일본군이 중국인 대학살 자행 정부는 충칭으로 후퇴 |
| 1940년 | 난징에 왕징웨이 정권 수립 |
| 1944년 | 왕징웨이 정권 붕괴 |
| 1945년 | 9월 2일, 일본 제국의 패망으로 제2차 세계 대전 및 중일 전쟁 종전 10월 25일, 타이완을 편입 난징에서 중국 내에 주둔해 있던 일본군 총사령관에게서 항복문서 수령 유엔에 가입 및 안전보장이사회 상임이사국 지정 12월, 중국공산당과 '쌍십협정'을 체결 |
| 1946년 | 몽골 인민공화국의 독립을 승인 중국 내전 격화 국민정부가 난징으로 귀환하여 중화민국 헌법을 공포 |

### 국공 내전과 국부천대
중국국민당과 중국공산당은 중일 전쟁에서 국공 합작을 맺고 일본 제국에 맞서 함께 싸웠다. 일본 제국의 패망 후 양 당은 공동의 적을 잃었기 때문에 양 당 사이의 내전 가능성이 계속 제기되었다. 하지만 양 당은 미국, 소비에트 연방의 중재로 쌍십협정(雙十協定)을 맺음으로써 화해하는 듯 했다. 하지만 미국은 중국의 내정에 중립을 표방한다고 하면서 실제로는 중화민국 정부와 중국국민당을 지원했으며 소비에트 연방 또한 국민당을 지원하고 공산당을 지원하지 않는다는 협정을 국민 정부와 체결하면서도 비밀리에 중국공산당을 지원하였다. 결국 국민당은 미국의 지원을 등에 업고 난징시에서 공산당을 배제한 채 1947년 정부를 재수립했으며 공산당이 이에 반발하면서 중국 곳곳에서 무력 충돌이 일어났다. 국민당은 결국 공산당에 대한 총공격을 감행하였지만 공산당의 끈질긴 노력과 국민당에 등을 돌린 중국 인민의 민심, 전략의 실패, 그리고 경제 정책의 실패 등 여러 가지 악재로 인해 중국 본토를 공산당과 중화인민공화국에게 내주고 타이베이로 정부를 이전한다.
| 연도   | 사건 |
| ------ | --- |
| 1946년 | 제2차 국공 내전 발발 |
| 1947년 | 2월 28일 타이완에서 2·28 사건 발발 |
| 1948년 | 장제스가 중화민국 총통으로 취임 |
| 1949년 | 4월, 중국 인민해방군이 수도 난징을 점령 9월, 중국인민정치협상회의 소집 10월 1일, 중화인민공화국 정부 수립. 국민정부는 타이완으로 후퇴함 타이완 전역에 계엄령 선포. 타이완 현지 주민(원주민·본성인)은 소외되고, 외성인으로만 정부천도 |
| 1954년 | 중화인민공화국 헌법 제정 이로 인해 중화민국 헌법은 더 이상 중국 본토에서 효력을 미치지 못하게 됨 |

### 국부천대 이후

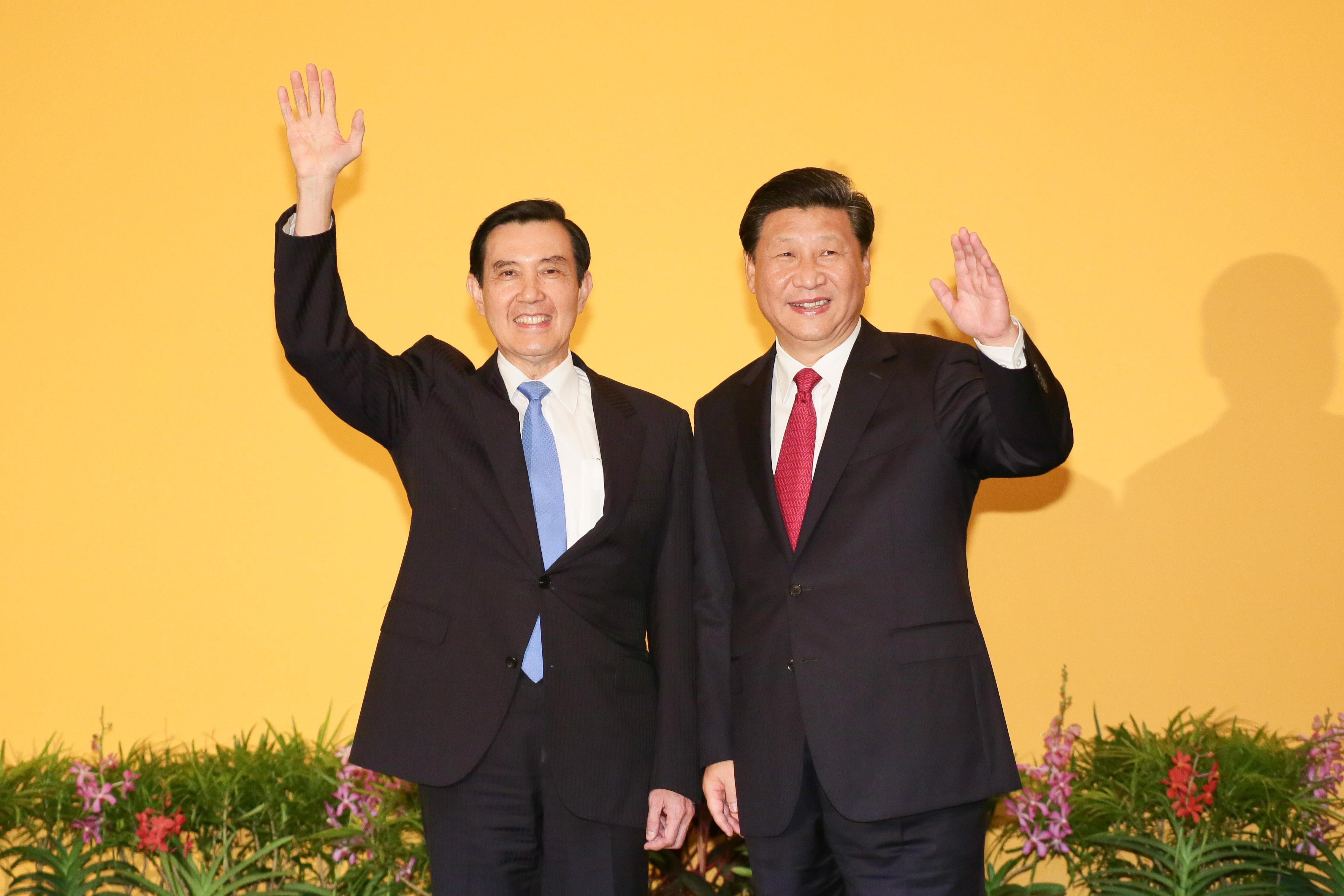
국공내전 이후 처음 열린 2015년 양안 정상회담 참석차 싱가포르를 방문한 마잉주(왼쪽) 중국국민당 소속 총통과 시진핑 중국 국가주석 (2015년)

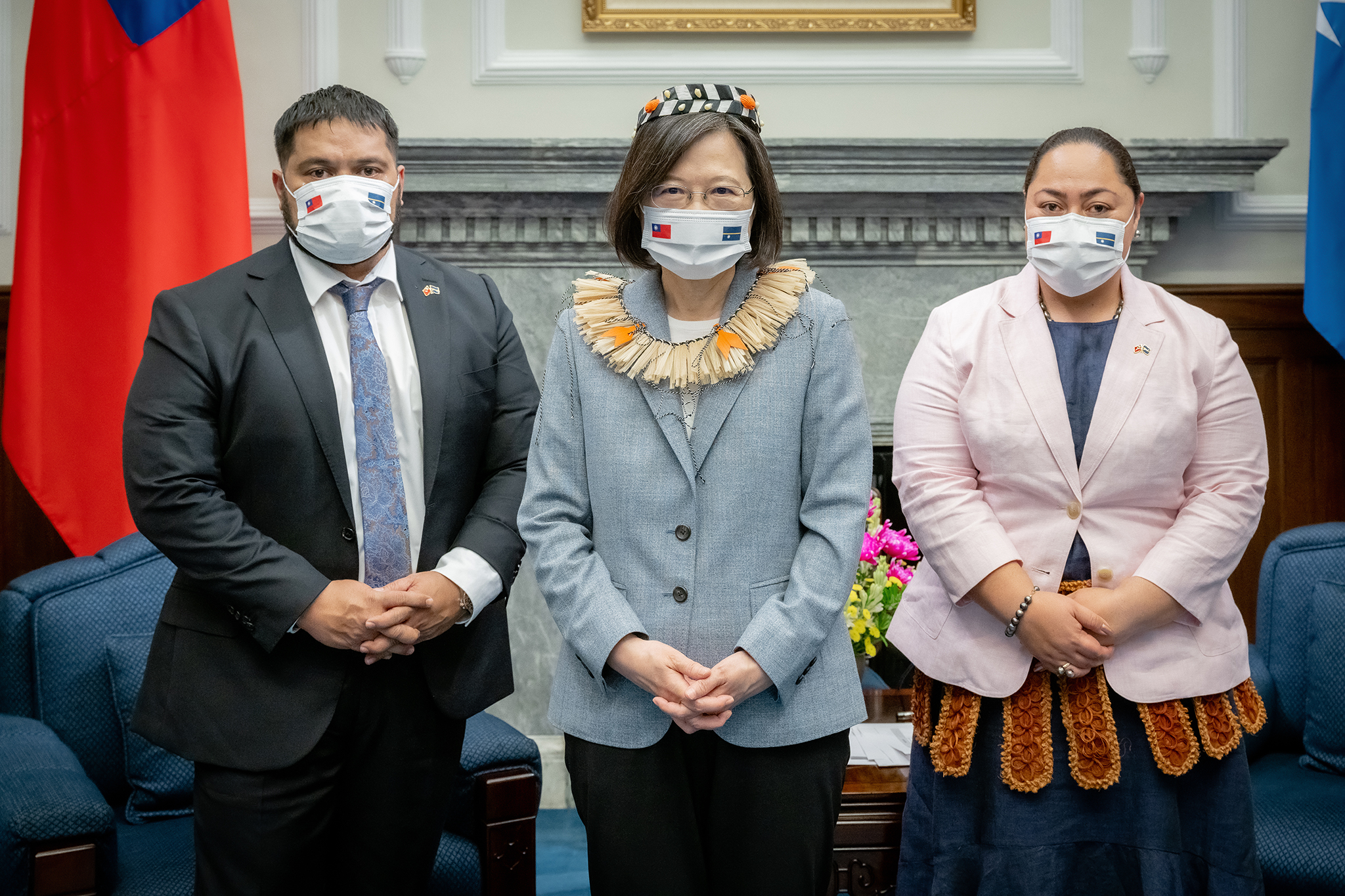
2022년 정상회담 기념 촬영을 하고 있는 차이잉원(가운데) 총통과 남태평양 수교국인 나우루의 러스 쿤(왼쪽) 대통령. 하지만 얼마 지나지 않아 2024년 양국은 단교했다.

1949년 국공 내전으로 인하여 난징에 있던 중화민국 정부를 타이베이로 이전한 장제스 총통은 중국공산당과의 대립을 이유로 국가적인 대만 계엄령을 선포하고 군사 독재를 펼친다. 중국 대륙에 중화인민공화국이 건국된 후 타이완으로 거점을 옮긴 중화민국은 미국과의 협정을 통해 약 30년 간 비약적인 경제 성장을 이룩하여 아시아의 네 마리 용의 반열에 올랐다. 그러나 1971년 유엔 총회 결의 제2758호에 따라 안전보장이사회 상임이사국 지위뿐만 아니라 국제 연합 내에서의 '중국' 대표권을 모두 중화인민공화국에게 빼앗겼고, 연이어 전세계의 냉전 체제가 해빙기를 맞으면서 미국을 위시한 제1세계 국가들이 점차 중화민국 단교를 전제로 중화인민공화국과 수교함으로써 중화민국은 외교적으로 고립되기 시작했다. 중화민국 정부는 여전히 자신들을 전체 중국 영토의 적법한 대표 합법 정부로 주장하고 있으나, 1950년대부터 그 실질적인 영토가 타이완섬과 그 인접한 도서 지방들로 줄어들어 현재에 이르고 있다.
1960년에 중화민국은 급격한 경제 성장과 산업화를 거쳤고, ‘타이완의 기적’이라고 불릴 정도의 발전을 이루어냈다. 1980년대 후반과 1990년대 초반, 중화민국은 국민당의 일당독재 체제에서 벗어나 다당제를 채택하고 민주화 과정을 거쳤다.
중화인민공화국의 영향력이 국제사회에서 급속히 확대되면서, 중화민국의 실지 수복은 사실상 불가능하다. 이에 타이완 토착세력인 본성인을 중심으로 '탈중국화'를 주장하는 세력이 태동하였고, 현재 중화민국의 내정은 중국 통일을 추구하는 보수적인 범람연맹과 타이완의 새로운 주권 국가를 추구하는 진보적인 범록연맹으로 양분되었다. 이런 갈등은 본성인과 외성인 간의 갈등으로 비화되어 심각한 사회적 문제까지 야기하고 있는 상황이다. 1992년부터 중화민국 정부는 중화인민공화국과의 '92공식'(92共識)에 따라, 통일이나 독립을 추구하지 않으며 무력을 사용하지도 않는다는 원칙인 이른바 3불 원칙을 고수하고 있다. 그러나 타이완 공화국을 염원하는 세력의 거두인 민주진보당의 천수이볜이 집권하여 정책적으로 추진하려는 움직임을 보이자, 중화인민공화국은 2005년 반분열국가법을 제정하여 하나의 중국을 벗어나 독립을 선언하면 무력 침공도 불사하겠다는 강경한 태도를 견지하였다. 리덩후이와 천수이볜이 총통으로 재임하던 시기에는 양안 관계가 냉각되는 경향이 있었지만, 홍콩 출신인 중국국민당 마잉주(馬英九·마영구)가 총통으로 재임하는 시기에는 양안 관계가 조금씩 개선되는 편이었다. 그러나 차이잉원 행정부는 공식적으로 92공식을 인정하지 않는다는 입장을 밝히고 미국의 트럼프 행정부 출범 등으로 인하여 양안 관계는 새로운 국면에 진입했다.
아래는 1949년 국부천대 이후부터 지금까지의 주요 사건을 정리한 것이다.
| 연도   | 사건 |
| ------ | --- |
| 1949년 | 중국 대륙에 중화인민공화국의 수립으로 사실상 영토의 대부분을 상실해 국부천대 단행. 타이베이를 임시 수도로 선포. |
| 1958년 | 중국 인민해방군이 진먼섬을 포격한 진먼 포격전 발발                                                              |
| 1971년 | 중화민국, 유엔에서 중국 대표권(상임이사국 지위 포함) 상실 및 유엔 탈퇴                                          |
| 1972년 | 일본 단교 |
| 1975년 | 장제스 사망 |
| 1977년 | 중리 사건 |
| 1979년 | 미국 단교 메이리다오 사건                                                                                       |
| 1980년 | 장징궈 총통, 무력에 의한 중국 재통일 정책을 변경                                                                |
| 1987년 | 타이완성 계엄령 해제. 그 후 진마 지구에서도 차례로 해제.                                                        |
| 1988년 | 리덩후이가 최초의 본성인 출신으로 총통에 계임.                                                                  |
| 1991년 | 중화민국 헌법을 개정하여 주권재민의 원칙을 확립 동원감란시기 임시조관 정식 폐지                                 |
| 1992년 | 8월 24일, 대한민국과 단교                                                                                       |
| 1993년 | 대한민국과 비공식 외교관계 수립으로 영사·경제·홍보·문화·학술 분야의 민간 협력관계 회복                          |
| 1996년 | 3월 23일, 직선제 방식의 첫 총통 선거 실시, 리덩후이 당선                                                        |
| 2000년 | 천수이볜, 야당 최초로 제10대 총통 당선 (중화민국 헌법 제정 이래 최초의 민주적인 정권교체로 평가됨)              |
| 2004년 | 천수이볜, 제11대 총통 재선                                                                                      |
| 2008년 | 마잉주, 제12대 총통 당선 중국국민당의 재집권                                                                    |
| 2012년 | 마잉주, 제13대 총통 재선                                                                                        |
| 2014년 | 태양화 학생운동                                                                                                 |
| 2016년 | 차이잉원, 제14대 총통 당선 민주진보당의 재집권                                                                  |
| 2017년 | 중화민국 사법원 판결로 아시아 최초 동성결혼 인정                                                                |
| 2019년 | 아시아 최초 동성결혼 법제화 및 제도 시행                                                                        |
| 2020년 | 차이잉원, 제15대 총통 재선                                                                                      |
| 2024년 | 라이칭더, 제16대 총통 당선                                                                                      |

### 타이완 지역의 중화민국 편입 이전 역사
타이완섬 원주민들은 대략 6,000년쯤 전에 타이완섬에 정착하였다. 17세기 네덜란드인들이 이주해 식민지를 세웠으며, 잠시 수립했던 정씨 왕국이 멸망한 이후인 1683년부터 청나라가 지배하였다. 1895년에 청나라는 청일 전쟁 패배로 체결한 시모노세키 조약에 일본 제국에게 타이완섬을 할양하였다. 대만일치시기가 시작되어 일본의 지배를 받다가 1945년 일본이 제2차 세계 대전에서 패망한 후에는 중화민국에 편입되어 오늘에 이른다.

## 정통성 논쟁

짙은 녹색은 중화민국의 실효 지배 영역을, 밝은 녹색은 영유권 주장 영역을 나타낸다.

내전으로 분단된 이래 이념을 달리한 중화민국과 중화인민공화국 양 정부는 하나의 중국 원칙을 고수하며, 각자 중국을 대표하는 유일한 합법정부라고 주장하고 있다.
1945년 10월 25일에 창설된 유엔에서 중화민국은 '안전보장이사회 상임이사국' 지위를 가진 주요 회원국이었다. 그러나 국공 내전으로 인해 중화민국이 대부분의 영토를 상실하고 대만섬으로 국부천대하자, 중국공산당이 건국한 중화인민공화국을 지지하던 당시의 공산주의 국가들은 “유엔 헌장 서명국이자 제2차 세계 대전 승전국"인 중국의 법통은 중화인민공화국에 승계되었다고 주장하였다. 유엔은 1971년 10월 25일 개최된 총회에서 표결하여 구공산권 국가들의 몰표에 2758호 결의가 채택되었고, 중화인민공화국은 중화민국이 가지고 있던 유엔 내 중국 대표의 지위를 취득하였다. 이에 항의하며 유엔을 탈퇴한 중화민국은, 국제기구에서의 탈퇴를 말미암아 유엔 내부뿐만이 아니라 국제적으로 중화민국에게 불리한 조건에 놓이는 상황을 피할 수 없게 되었다.
중화인민공화국은 현재까지도 타이완섬에 대한 통치권을 주장하고 있으며, 중화민국의 존재를 인정하는 국가들과는 수교조차 하지 않는다.
반면 타이완 지역의 본성인들의 정치적 영향력이 점차 확대됨에 따라, 기존의 중화민국이 아닌 타이완 공화국을 건국하려는 움직임이 등장하였다. 특히 이러한 움직임은 민주진보당의 천수이볜이 야당 출신 후보 중 최초로 총통에 집권했을 때 급진하였으나, 중국국민당의 마잉주로 정권이 교체되고 전임 총통인 천수이볜이 부정비리에 휩싸여 구속되는 등의 사건을 거치면서 이러한 탈중국화 운동은 지지도가 다소 감소하였다. 허나 이후 민주진보당의 차이잉원 후보가 총통에 당선되고 중화인민공화국의 패권적 움직임이 노골화됨에 따라 중화민국 국민들 사이에서 반중 감정이 생겨나며 다시 독립 움직임에 가속이 붙고 있다.

## 정치

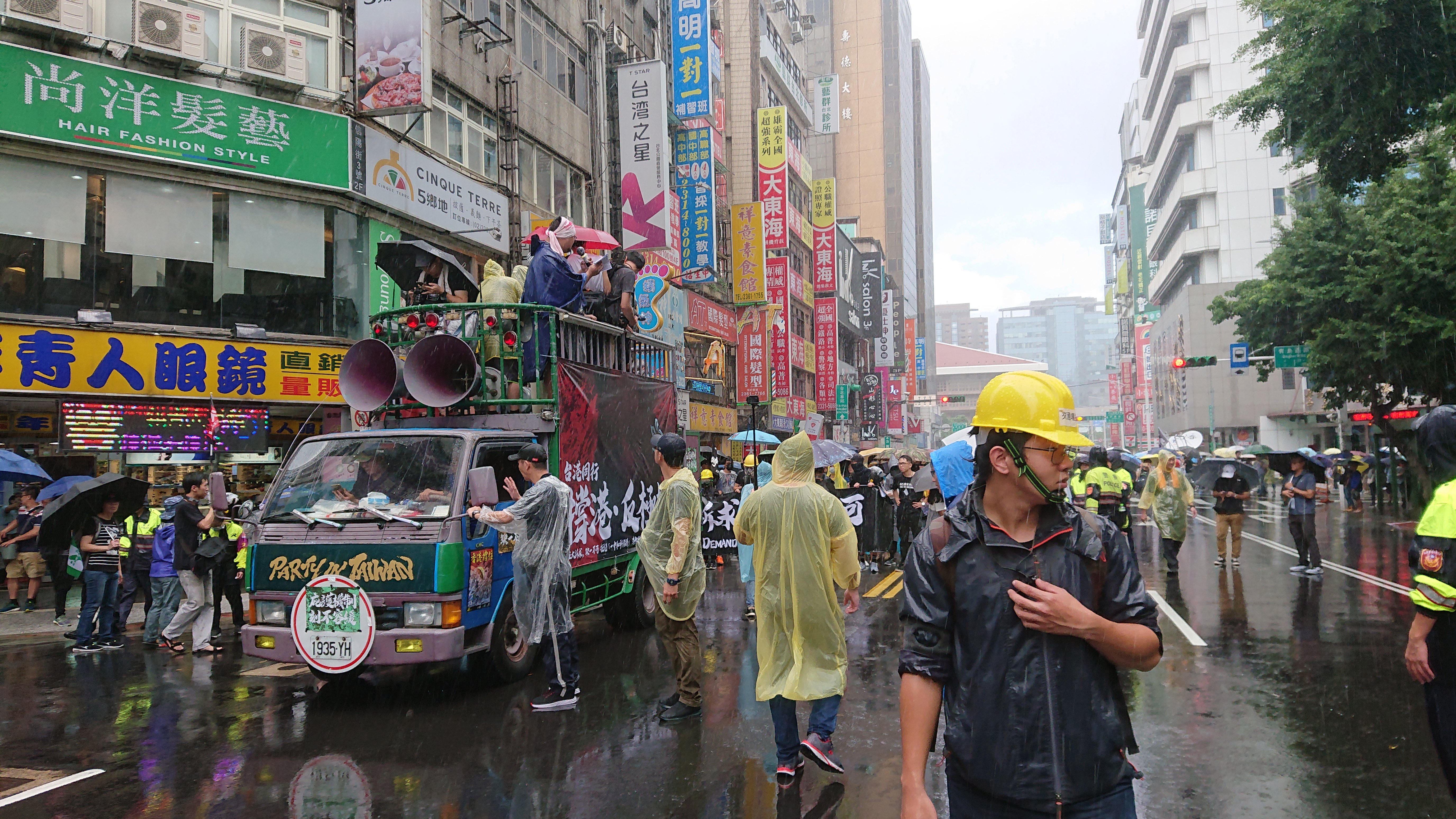
타이베이의 홍콩 지지 시위

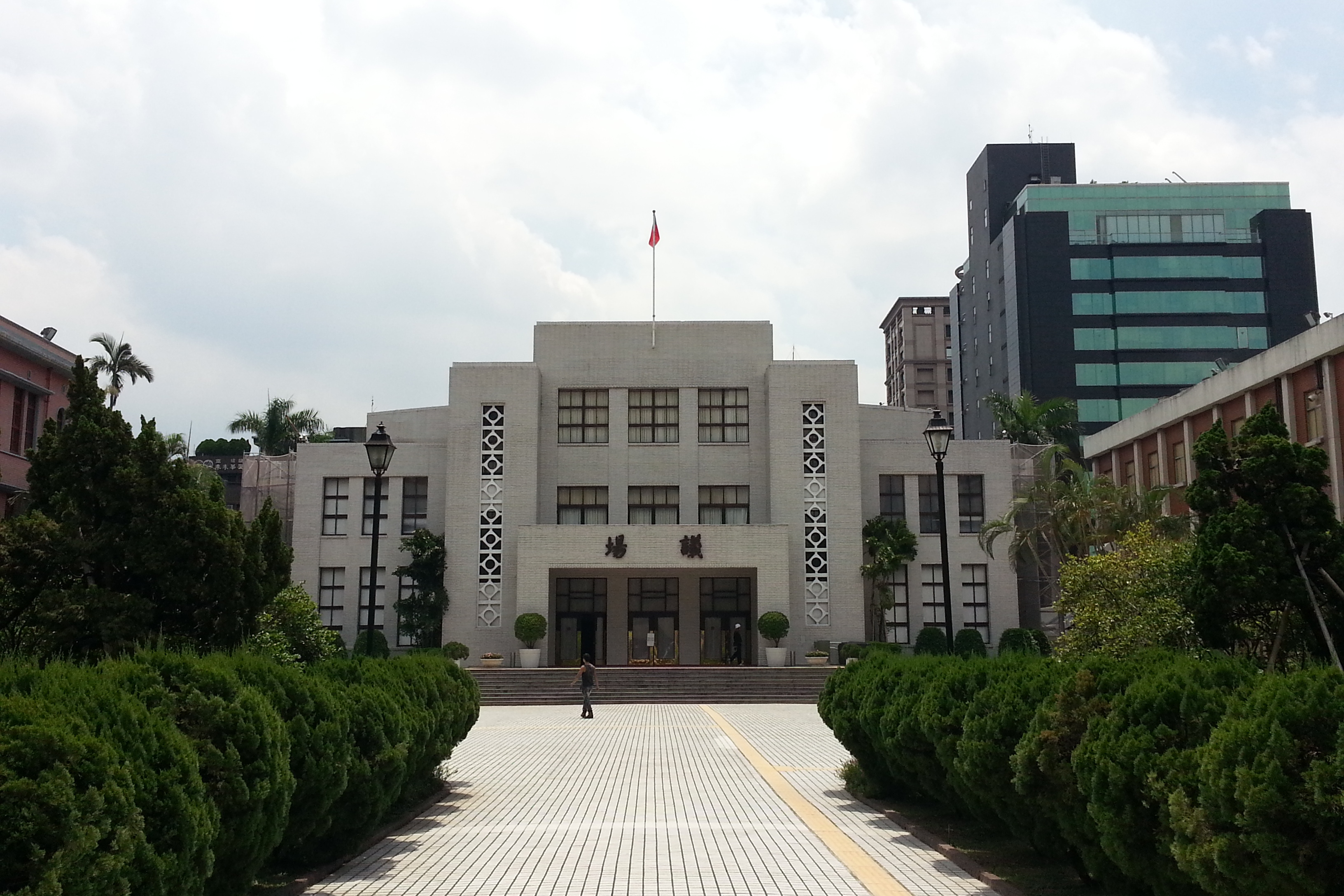
한국의 국회에 해당하는 입법원

### 정부

#### 오권분립체제
중화민국의 정부는 입법원, 행정원, 사법원, 감찰원, 고시원으로 나뉘는 오권분립체제를 취하고 있다. 중화민국 정부는 중화민국의 헌법과 삼민주의에 기반을 하여 세워져있고, ‘국민을 위한 민주 공화국으로서 국민에 의하여 통치되며 오로지 국민을 위한다’라는 강령을 철저히 지키고 있다. 정부는 크게 5개의 부로 나뉘어져 있는데, 국가 정책을 펴고 내각의 역할을 하는 행정원, 법률을 투표하고 의결하는 국회의 기능을 하는 입법원, 재판과 법률 문제를 처리하는 법원의 기능을 하는 사법원, 관리 인사 업무를 담당하는 고시원, 공무원들의 부패를 감시하고 청렴을 보장하는 감찰원이 바로 그 것이다.

#### 헌법
중화민국이 본토를 통치하던 시기에 헌법이 제 기능을 하지 못하였다. 헌법은 1947년 12월 25일부터야 공식적으로 효력을 발휘하기 시작하였으나, 1948년부터 1987년까지는 계엄령이 선포되어 헌법 대부분은 제대로 힘을 내지 못했다. 1970년대 후반부터 점차 정치 지형이 바뀌었고, 1990년대에는 드디어 민주화 운동이 빛을 발하여 다당제를 채택한 민주정으로 탈바꿈하였다. 계엄령이 해제된 이후의 중화민국은 점차 헌법도 개정하였는데, 당시 동원감란시기임시조관 등 국민당 독재 합리화를 위한 조항을 폐지하고, 존토 점령기에 만들었던 법 조항들을 다시 구분하여 바꾸고 실질적인 상황에 맞게 바꾸었다.

#### 총통

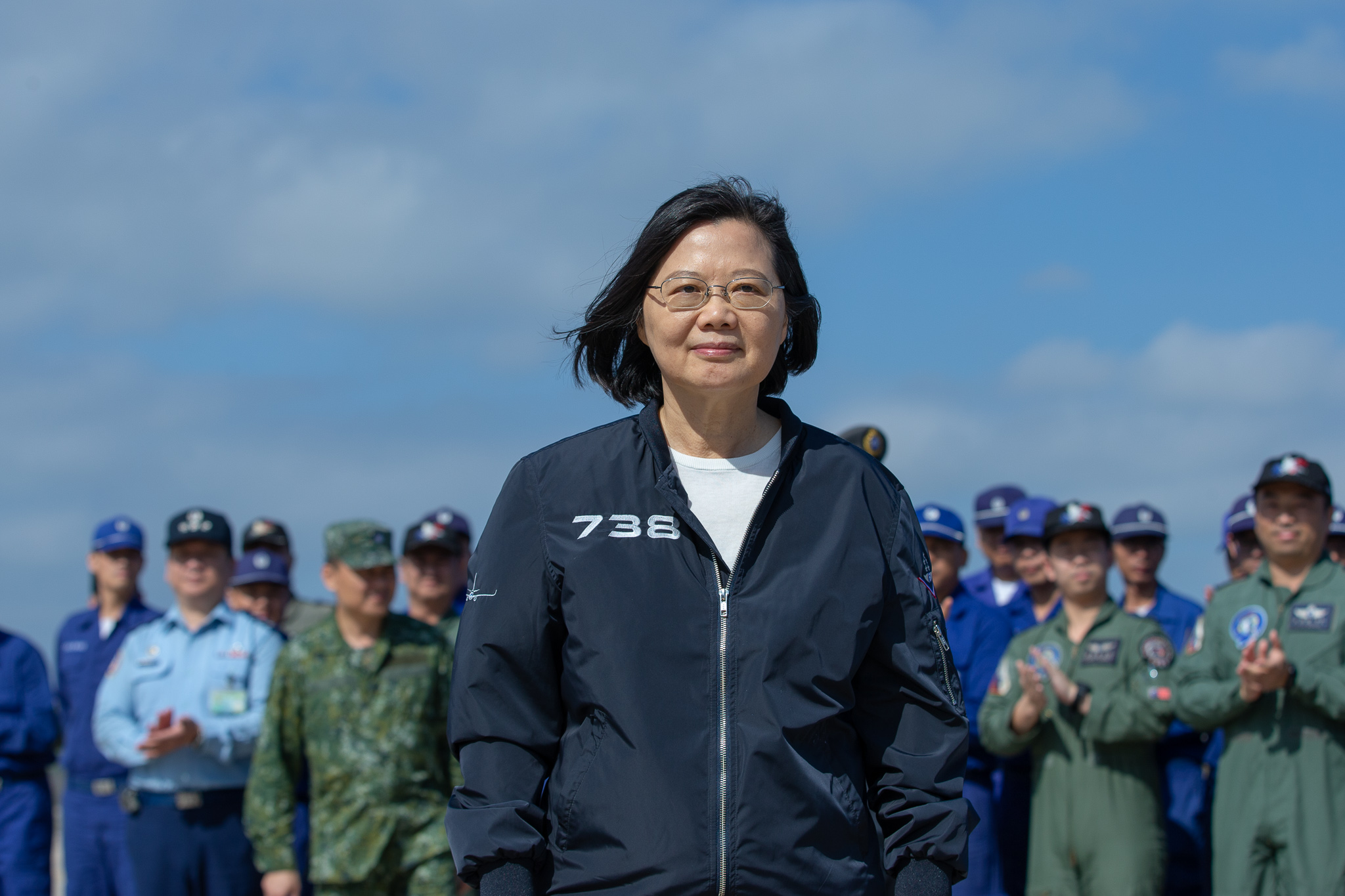
대만의 첫 여성 총통인 차이잉원 (2016~2024년)

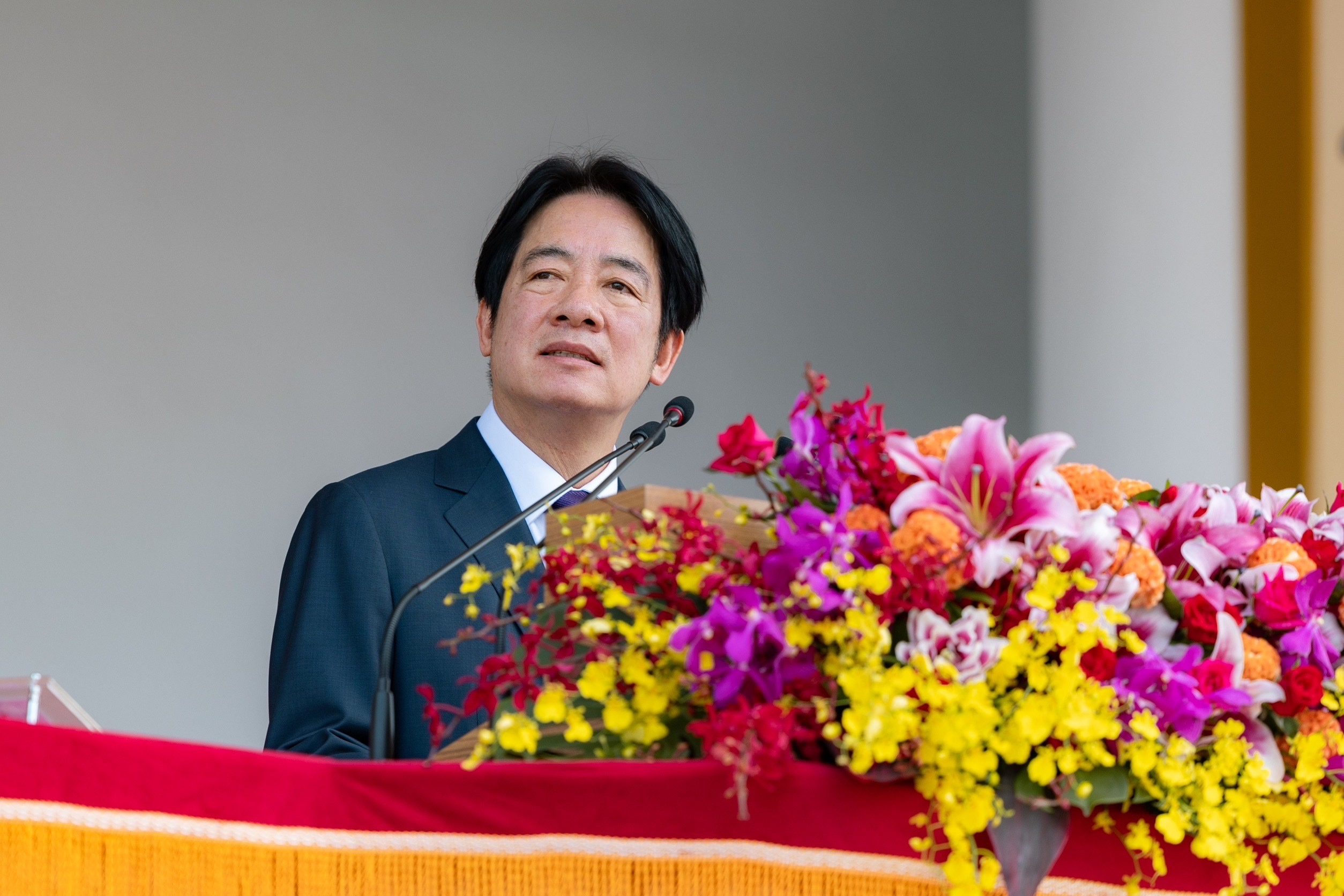
현재 총통직을 맡고 있는 라이칭더 (2024년~)

중화민국의 최고 군통수권자이자 국가수반은 총통이다. 임기 4년의 중임제를 채택하고 있으며, 국민들의 투표로 선출되며 부총통과 함께 내각을 경영한다. 총통은 5개의 원들에 대한 책임과 권한이 있으며, 행정원의 각료들을 임명하여 내각을 꾸릴 수 있다. 특히 행정원장은 행정원의 최고 공직자로, 장관들을 통수하고 정책 형성에 관여한다.

#### 입법원과 행정원장
현재 중화민국의 국회 격의 기관은 입법원이다. 총 113석으로 구성하고 있으며, 이중 73석이 지역구에서 선출되며 34석은 모두 정당에 대한 지지도를 기반으로 한 비례대표제를 통하여 뽑힌다. 국회의원들은 4년의 임기를 가지고 있다. 국민대회가 본디 1949년부터 국회의 기능을 하고 있었으나, 2005년에 스스로 폐지를 한 이후부터는 입법원에 입법 기능을 모두 나누어 넘겨주었다.
행정원장은 총통이 지명하며, 입법원의 허락을 받을 필요가 없다. 하지만 입법원은 대신 총통의 허가 없이 법안을 통과시킬 수 없으며, 행정원장도 이를 거부할 수 있는 권한이 없다. 또한 입법원의 다수당과 여당이 다른 여소야대 형국에는 제대로 국정이 굴러가지 않는 경우가 잦은데, 가장 대표적인 예로 2000년에 민주진보당이 이끄는 천수이볜 총리가 당선되었을 때에 국회 다수당인 국민당과 불화가 쌓여 수많은 법안들이 제대로 통과되지 못하였다. 역사적으로 중화민국은 1인 독재 치하를 오래 겪었기 때문에, 헌법에도 총통의 행정권이 제대로 명시되어 있지 않으며 행정 기능이 거의 총통에게 집중되어 있고 행정원장도 총통에 비하면 권력이 그다지 강하지 못하다.

#### 사법원
중화민국 사법원은 중화민국의 최고 사법 중추이다. 헌법을 해석하고 그 외의 법령과 조치들도 모두 사법원에서 해석하며 판사들을 임명하고 공공 질서를 확립하는 기능을 한다. 사법원장과 부원장, 그리고 13명의 법관들이 대법원을 이룬다. 그들은 총통에 의하여 지명되어 임명되며, 입법원의 허가를 받아야만 한다. 가장 상위 법원인 대법원은 여러 민사, 형사 법원들로 구성되어 있으며 1명의 부장판사와 4명의 보조 판사들로 이루어져있다. 1993년에 헌법재판소가 따로 설립되어 헌법과 관련된 문제들을 판결하였으며, 정당들의 활동을 규제하고 민주화의 속도를 앞당기도록 하였다. 배심원 판결은 존재하지 않으나, 공정하고 공개된 재판에 대한 권리는 법에 의하여 보호된다. 다심제가 진행되어 한 사건들을 여러 판사들이 판결하는 경우가 있다. 중화민국에서는 사형수들을 줄이려는 정부의 노력에도 불구하고 여전히 사형제가 존속되고 있다. 2005년과 2009년 사이, 사형 실시는 멈추었다. 허나 2006년의 조사에 의하면 여전히 80%에 달하는 국민들이 사형제 존속을 원한다고 한다. 

#### 감찰원과 고시원
감찰원은 행정원을 감시하는 반부패 기관이다. 주로 국정 감사를 진행하며, 유럽연합의 유럽회계감사원이나 미국의 미국회계감사원과 그 성격이 비슷하다. 고시원은 주로 공무원들을 선발하고 평가하는 기관이다. 그 역사는 왕조기 과거제에까지 거슬러 올라가는 유서깊은 기관이며, 유럽의 공무원선발사무소나 미국의 미국연방인사관리처와 그 성격이 비슷하다.

### 정당
중국 본토와 타이완섬과의 긴장은 현재까지도 지속되고 있으며, 특히 중화인민공화국 측에서 ‘타이완 독립’을 외치는 모든 정치적 세력들을 위협하고 있기에 이같은 긴장은 늦춰질 새가 보이지 않고 있다. 중화인민공화국은 현재 일국양제의 원칙을 기반으로 양안을 통일하려 하고 있으며, 특히 중화민국 정부 측에서 독립을 주장할 때마다 무력을 기반으로 한 강제 통일 방안도 포기하고 있지 않다.
현재 타이완의 정치 상황은 중국 본토와의 관계를 기준으로 크게 2개의 진영으로 나뉘어있다. 스스로를 중국 대륙의 합법 정부로 규정, 중국 본토와의 관계를 중시하고 통일을 추구하는 쪽은 범람연맹으로 칭하고, 중국국민당과 친민당, 신당 등이 속해 있다. 그 반대파인 범록연맹은 타이완이 ‘중국의 일부’라는 사실을 거부하며, 독립적인 국가로 자국을 규정하고 외교적으로 국제적인 인정을 받고자 한다. 범록연맹은 크게 중화인민공화국과 중화민국을 완전히 다른 국가로 보고 있으며, 민주진보당 등의 정당들로 구성되어 있다. 2007년에 당시 집권여당이던 민주진보당은 본토와 다른 정체성을 확립하고 국명을 ‘타이완’으로 보편적으로 본래의 국명이던 ‘중화민국’과 함께 쓰이도록 추진하였다. 천수이볜 전 총통은 ‘타이완은 이미 독립적, 주권적인 국가’라는 사실이라는 점을 강조하며, 중화민국이 곧 타이완이라고 주장하였다. 리덩후이 전 총통 또한 이전에는 국민당에 속해있었지만 타이완 독립 운동에 약간씩 뜻을 같이하고 있다.
범록연맹은 주로 일국의 개념을 지지하며, 중국 대륙에는 오직 한 합법정부만이 존재하며 그 정부가 바로 현재 타이완섬으로 도피한 중화민국 정부라고 주장한다. 결과적으로는 중국의 재통일을 추진하고 있다. 범록연맹파의 정당들은 주로 중국 본토 간에 걸려있는 제재들을 풀고 무역을 재개하는 것을 지지한다. 다만 곧바로 현재의 재통일을 지지하지는 않으며, 사실상 현재의 상태를 유지하고자 하는 경우도 있다. 마잉주 전 총통은 그의 재임 기간 동안은 통일이 없을 것이라 공언하기도 하였다. 2009년에도 범록연맹은 주로 경제적인 교류를 통하여 중국본토와의 관계를 선화하고자 하였다.

### 타이완 지구의 행정 구역
1949년 이후로 중화민국 정부는 자국의 영토를 크게 실효 지배 지역인 타이완 지구와 미수복 지역인 대륙 지구로 구분하고 있다. 또한 1991년 5월 1일 헌법을 개정해 정부 실효 통치 국토를 '자유 지구'라고 이름 붙이고, 헌법의 적용 지역을 '자유 지구'로 한정하고 있다. 타이완 지구에는 중화민국 정부의 실효 통치 지역인 타이완섬과 펑후, 행정구역상 푸젠 성에 속하는 진먼, 마쭈 등의 섬들이 포함된다. 중화민국은 국내를 성(省)과 직할시(直轄市)로 구분하여 각각 지방 정부를 두고 있다. 다만 1949년 이후 중앙정부의 통치 구역과 타이완 성 정부의 통치 구역이 거의 겹치게 되었기 때문에 성 정부의 기능은 사실상 폐지되었다. 현재도 성 정부가 존재하기는 하지만 중앙 정부가 직접 현(縣)을 관할한다.
| 구분   | 지역       | 비고                                  |
| ------ | ---------- | ------------------------------------- |
| 직할시 | 타이베이시 |                                       |
| 직할시 | 가오슝시   |                                       |
| 직할시 | 타이중시   |                                       |
| 직할시 | 타이난시   |                                       |
| 직할시 | 신베이시   |                                       |
| 직할시 | 타오위안시 |                                       |
| 성     | 푸젠성     | 1996년 1월 15일에 성정부 기능을 정지  |
| 성     | 타이완성   | 1998년 12월 20일에 성정부 기능을 정지 |

### 강역
중화민국은 1912년 기준 청나라의 공식적인 영토를 자국의 국토로 규정하고 있으며, 총 면적은 11,418,174km2이다. 그에 반해, 현재 중화인민공화국 영토의 면적은 9,596,960km2, 타이완섬만의 면적은 35,195 km2이다. 중화민국은 공식적으로는 실지(失地)인 중국 대륙을 포함한 국토 전역에 대한 통치권을 계속 주장해오고 있으며, 중화인민공화국이 외국과 체결한 모든 국경획정조약을 인정하지 않고 있다.
대륙에는 중화민국 정부의 실효 통치 지역이 아니지만 중화민국의 영토로 간주되는 중국 본토, 몽골, 투바 공화국 등이 포함된다.
- 중화민국의 행정 구분 지도

### 군사

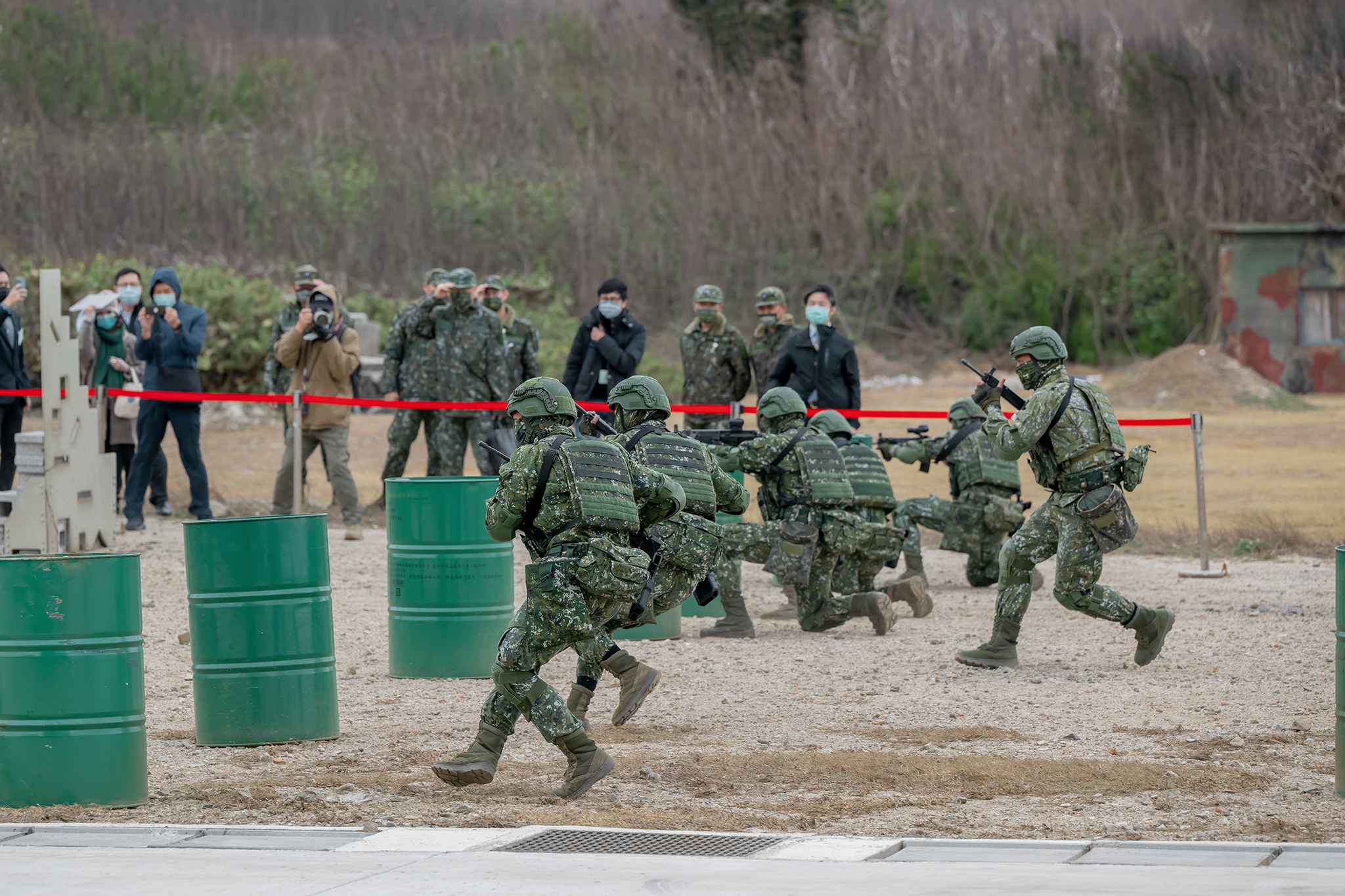
공개 전투 훈련에 임하고 있는 중화민국 국군

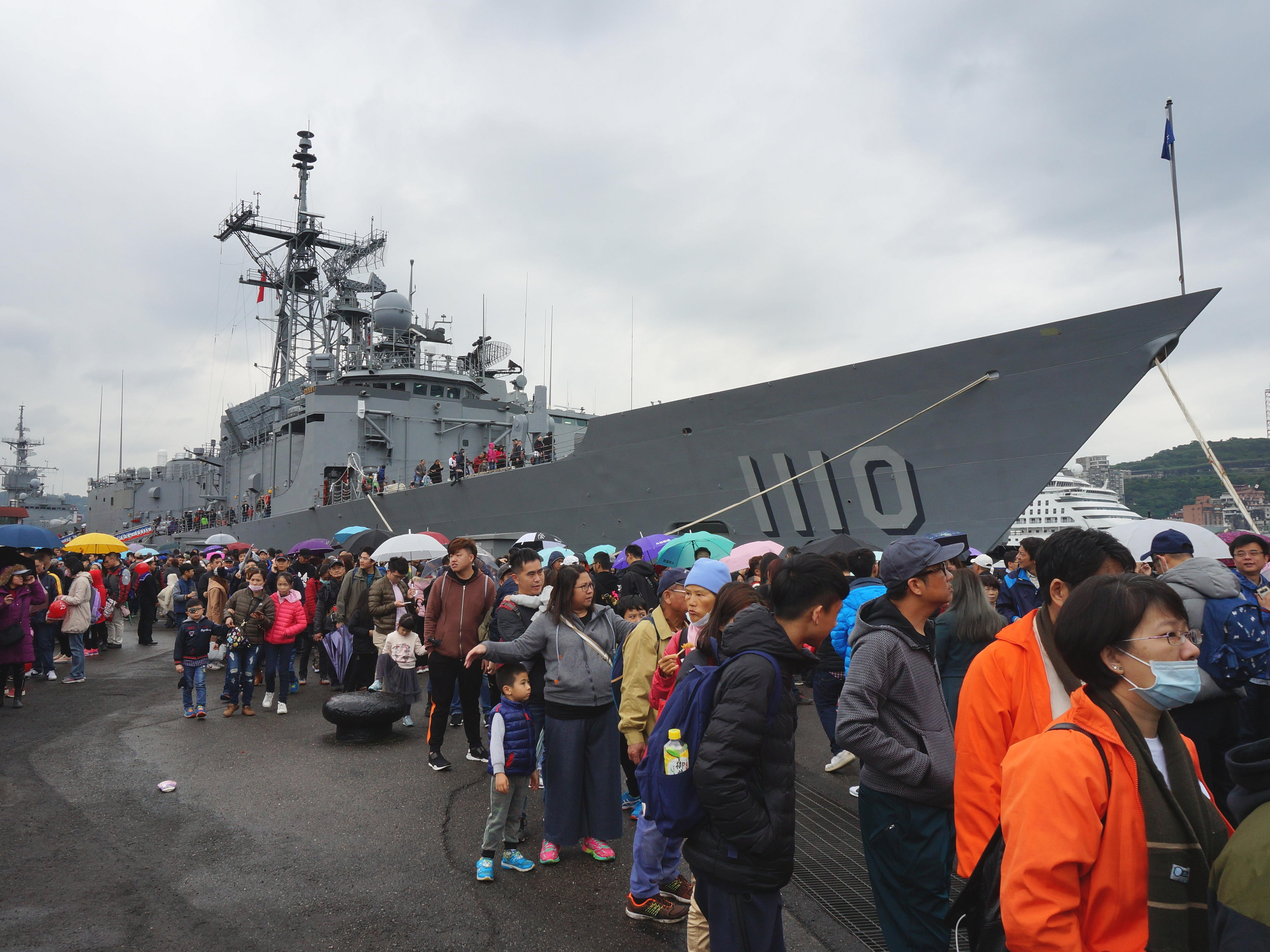
중화민국 해군 호위함 티엔단 함을 구경하는 중화민국 국민들

#### 병역 제도
중화민국 헌법 제 20조의 규정에 의해 중화민국에서는 징병제를 실시하고 있으므로, 만 19세 이상의 남자에게는 12개월간의 병역 의무가 주어져왔으나, 2010년부터 모병제 전환을 시작하여 2019년부터 모병제로 완전히 전환되었다. 이에 따라 1993년 출생자까지는 복무기간이 1년인 징병대상이었으며, 1994년 이후 출생자는 4개월의 군사훈련(기초군사훈련 2개월, 군사특기 교육 2개월)만 받았다.

#### 병력과 무장 현황
국군인 중화민국 국군은 정규군 약 30만 명, 예비역으로 약 350만 명의 병력을 포함하며, 정규군은 육군 20만 명, 해군 45,000명, 공군 45,000명으로 구성되어 있다. 무기로는 중화인민공화국의 침공을 대비해 수는 적으나 M1 에이브럼스 전차나 키드급 구축함, F-16 전투기, AH-64 아파치, 패트리어트 요격미사일 등 최신 무기로 무장해있다. 중화민국 해군은 국산 잠수함인 하이쿤급 잠수함을 건조하였다. 정부를 타이완으로 이전한 이래, 중화인민공화국과의 군사적 대립으로 인하여 중화민국 국군은 최신예 개인 화기, 군용기, 군용선 등을 운용하고 있으며, 2024년의 국방 예산은 GDP의 2.6%에 상당하는 6,068억 신 대만 달러, 즉 25조 대한민국 원에 이른다.
중화민국 국군의 가장 중요한 군사기지는 중국 연안의 진먼현과 롄장현이다.
미국과의 단교 이후 미국과의 상호방위조약이 폐기되고 중화민국 주둔 미군이 철수했지만, 미국은 대만관계법(Taiwan Relations Act)을 제정하여 첨단 무기를 판매하고 군사훈련에 미군을 참관시키는 등 군사협력관계를 간접적으로 계속 유지하고 있다.

#### 양심적 병역거부자 배려
종교적 또는 개인의 비폭력주의 신념에 따라 병역을 거부하는 양심적 병역 거부는 진위 여부를 판단하는 심사를 거쳐서 허용하고 있으며, 현재 중화민국 정부에서는 신념에 의한 병역거부자들에 대해 양로원 등의 사회 복지 시설에서의 사회 봉사로 군복무를 대체하도록 하되, 합숙 생활을 하도록 하고 있다.

## 대외 관계

### 외교 관계를 맺고 있는 국가
'하나의 중국' 원칙에 따라 공식적인 외교 관계 수립에 있어 중화인민공화국과 중화민국 중 하나를 택일해야만 하는 상황이다. 그러나 중화인민공화국과 수교 중인 미국, 일본을 비롯한 여러 서방권 국가들은 중화인민공화국을 견제할 목적으로 중화민국과의 교류 관계를 어느 정도 유지하고 있다.
현재 중화민국은 아프리카 1개국, 유럽 1개국, 오세아니아 3개국, 아메리카 7개국의 총 12개국과 공식 외교 관계를 맺고 있다.
| 유럽 (1개국) - 바티칸 시국 (1942) 오세아니아 (3개국) - 마셜 제도 (1998) - 팔라우 (1999) - 투발루 (1979) | 아프리카 (1개국) - 에스와티니 (1968) 중앙아메리카 (2개국) - 벨리즈 (1989) - 과테말라 (1933) | 카리브 제도 (4개국) - 아이티 (1953) - 세인트키츠 네비스 (1983) - 세인트루시아 (1984, 2007) - 세인트빈센트 그레나딘 (1981) 남아메리카 (1개국) - 파라과이 (1957) |

### 타이베이 대표부
중화인민공화국의 '하나의 중국' 원칙에 따라 중화인민공화국과 수교한 국가 중, 중화민국과 밀접한 관계에 있는 국가에 타이베이 대표부 등 중화민국 대사관의 역할을 수행하는 기구를 설치하여 영사, 경제·문화 교류, 관광 진흥등의 업무를 수행하게끔 하고 있다. 이에 상호주의 원칙으로 타이베이 대표부가 설립된 국가들은 미국재대만협회 등 주 중화민국 대사관의 역할을 하는 기관을 타이베이에 설치하여 상호 교류 중이다.

### 국제 기구 참여

중화 타이베이 올림픽 위원회기

중화인민공화국이 참여하고 있는 국제기구들 모두에서 중화민국의 참여를 거부하고 있으며, 참여를 허락한다 하여도 국가 단위의 참여로 취급하여주지 않는다. 중화민국은 현재 다양한 명칭으로 세계무역기구, 아시아-태평양 경제협력체, 아시아 개발은행 등에 가입하여 있다. 국제 올림픽 위원회 등 국제 민간 기구에서도 중화민국의 이름으로 참여하는 기구는 극히 적으며, 대부분 차이니스 타이베이 등의 호칭으로 국제 민간 기구에 참여하고 있다.
중화민국은 1971년 10월 25일 유엔 총회 결의 제2758호에 따라 중화인민공화국에게 중국 대륙의 대표권을 넘겨준 이후부터 국제 연합에서 탈퇴하며 회원국 지위를 잃었다. 이로 인해 중화민국에서 국민투표가 벌어지는 등 국제 연합 재가입을 희망하는 사회 기류가 일부 형성되어있다.

### 외교 문제

#### 영토 문제
중화인민공화국과 마찬가지로 센카쿠 열도에 대한 영유권을 주장하고 있다. 중화민국은 센카쿠 열도가 이란현 터우청진에 속한다고 주장하고 있다.
또한 남중국해에 위치한 스프래틀리 군도에 대한 영유권을 주장하고 있다. 중화민국은 그 중 특히 중저우 암초와 이투아바섬의 영유권을 주장하고 있는데, 이 지역을 가오슝시 치진구에 속한다고 주장하고 있다.

#### 타이완 문제
현재 중화인민공화국과 중화민국은 타이완 문제에 처해 있다. 이 문제의 원인은 국공내전 시기로 거슬러 올라간다. 1949년 전쟁에서 패배한 중화민국 정부는 타이완으로 후퇴하여 타이베이로 이전하였고, 1980년대까지 무력을 통한 대륙 재탈환을 위한 준비를 계속하였다. 그 후 1950년 한국 전쟁이 일어나자 미국은 제7함대를 타이완에 파견하고 1954년에는 중화민국과 공동 방어 조약을 체결하였다. 이 조약은 미국이 중화인민공화국과 수교한 1979년에 파기되었고 그 이후에는 대만관계법이 대신하고 있다.
서로 다른 체제로 인해 상호 간에는 어느 정도 불신이 존재하며, 중화민국은 자신들이 대륙을 재탈환하는 것이 불가능해지자 중국국민당은 중화인민공화국과의 제3차 국공합작을 통한 평화통일을 주장하는 반면, 민주진보당은 실지수복을 포기하고 타이완만의 독자적인 국가로 전향해야 한다고 주장하였다. 민주진보당을 중심으로 주장된 타이완 독립 운동은 타국의 지배에서 독립하는 것이 아니라 중국 본토에서 건너 온 중화민국 정부의 국명, 국기, 국가 등을 변경하여 중국에서 완전히 탈피하는 성격이라고 정의된다.
2000년대 이후 민주진보당의 집권에 따라 타이완의 독립을 위한 여러 가지 정책들이 행해졌으나, 2008년에 중국국민당의 마잉주가 총통으로 취임하면서 일시 중단되었다. 다만 2016년 민주진보당 출신 차이잉원 총통 취임 이후 관련 정책 재개의 움직임을 보이고 있다.

## 지리

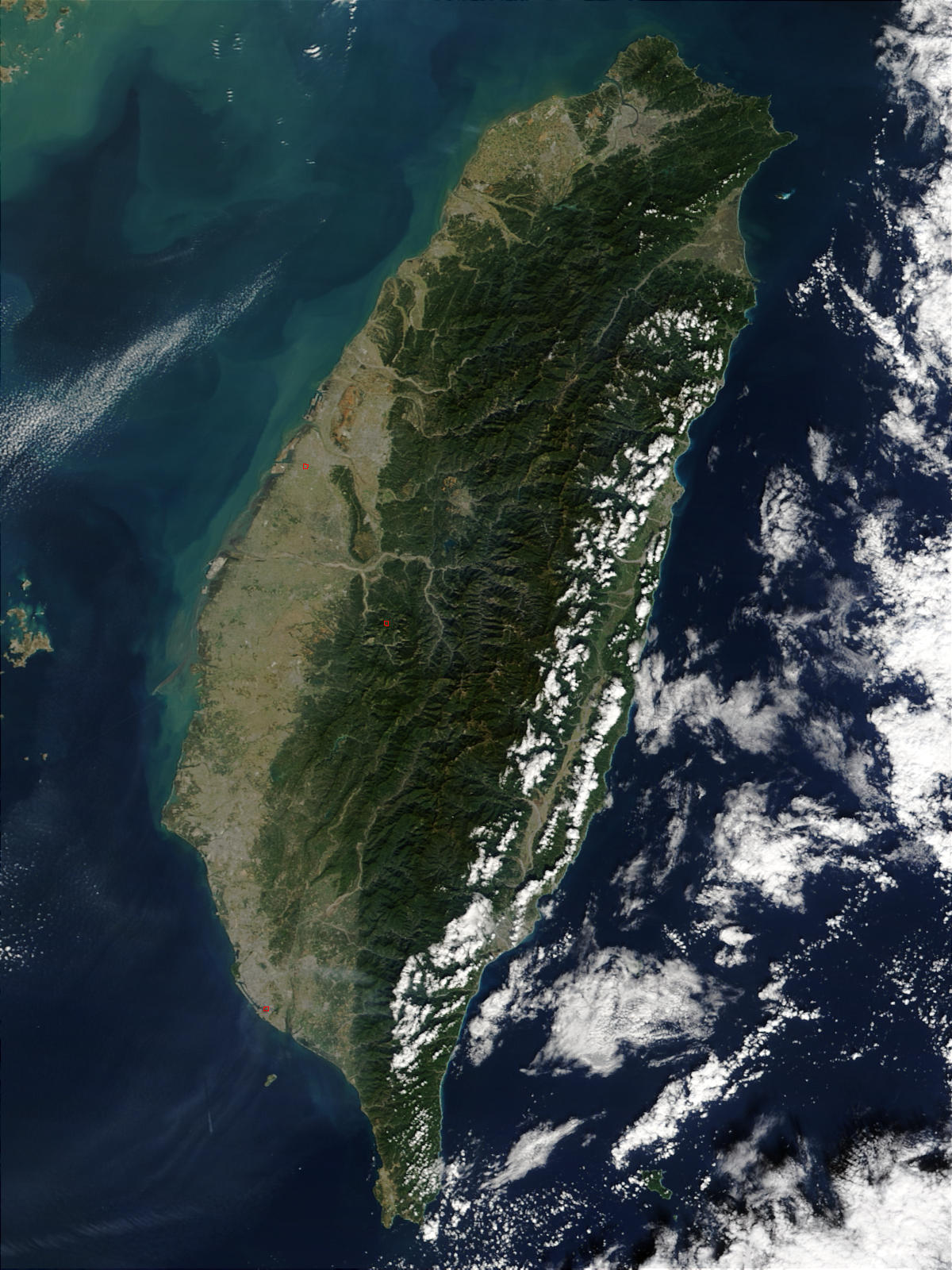
인공위성에서 찍은 타이완

국공 내전 이후부터는 사실상 중화민국 영토 중에서 가장 큰 면적을 차지하게 된 타이완섬의 대부분은 산지 지형이며, 서해안의 평지에 인구가 밀집되어 있다. 가장 높은 산은 타이완섬 중앙부에 위치한 위산(玉山)으로, 높이는 3,952 m이다.
한편, 진먼 현과 마쭈 열도는 중화인민공화국이 통치하는 중국 대륙의 해안에 근접하고 있어 군사적으로 긴장감이 높은 편이고, 고도로 요새화된 지역이다.
둥사 군도와 난사 군도의 이투아바섬은 남중국해에 위치하며, 모두 무인도이다.

## 경제

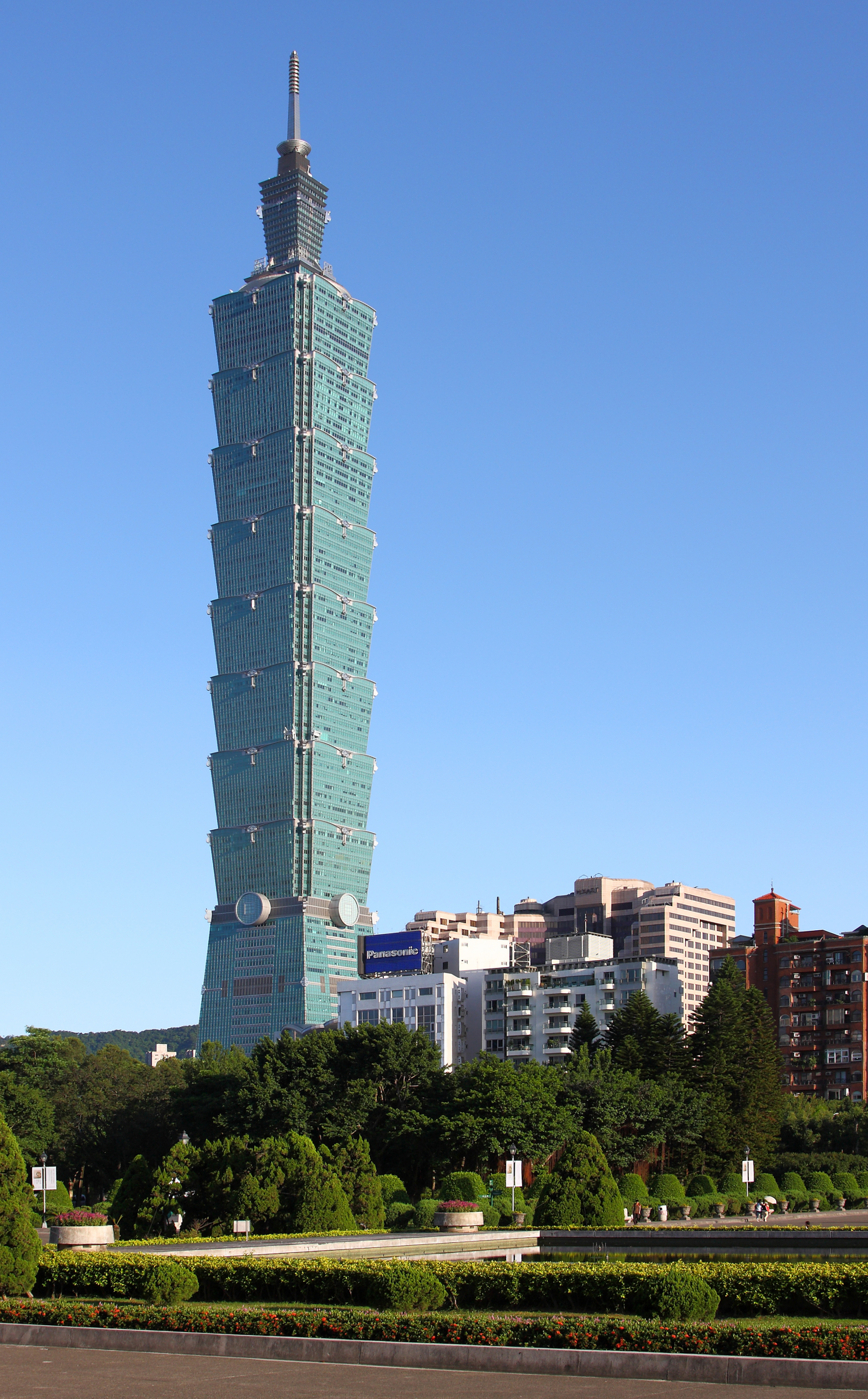
대만 최고(最高)의 건물, 타이베이 101

타이완 지역은 비옥한 토지와 온난한 기후의 혜택을 받아서 농업에 적절한 조건을 갖추고 있다. 중국 본토의 많은 사람들이 이러한 토지로 인해 이주해 왔다. 청나라 시기와 일본 통치 시대에 걸쳐서, 타이완은 그 높은 농업 생산성을 기반으로 하여 경제적 지위를 서서히 계속 확립했다.
1945년 중화민국으로 반환된 이후, 타이완은 농업 사회에서 공업 사회로 옮겨가기 시작하였고, 특히 1960년 이후의 급속한 공업화로 인해 신흥공업경제지역(NIES)의 일원이 되었다. 중국 본토로부터 타이완으로 이전한 중화민국 정부는 정치적 안정을 도모함과 동시에, 강력하게 경제 개발 정책을 추진했다. 수출 지향 산업을 중심으로 하는 공업화 정책이 추진되어, 1973년에는 '십대건설'(十大建設)이라는 중공업의 계획적 개발이 실시되었다. 특히 인프라스트럭쳐의 정비, 철강, 조선, 석유화학 산업의 육성이 중요 과제로 실시되어, 결과적으로 오늘날 기적이라 불리는 경제 발전이 이루어졌다. 국내의 노동자 임금이 상승하면서 많은 기업들이 공장을 중국 본토와 동남아시아 등 저렴한 노동력이 풍부한 지역으로 이전하였으며 동시에 많은 외국인 노동자들이 국내로 유입되었다.
2002년 1월에는 타이완·펑후·진먼·마쭈 개별 관세 영역(Separate Custom Territories of Taiwan, Penghu, Kinmen, and Matsu)라는 이름으로 세계무역기구(WTO)에 가입하여, 세계의 자유 무역 체제와 일체화되었다. 그 결과 도상국 및 도상 지역 특례를 이용할 수 없게 되어, 무역 관련 제도의 개선, 관세의 인하, 서비스, 무역의 자유화 등 더 많은 노력이 요구되고 있다. 2014년의 국내총생산(GDP)는 약 5,295억 미국 달러, GDP 성장률은 3.5%였다. 2014년 중화민국의 1인당 구매력평가(PPP) 환산 국내총생산(GDP)은 45,854 미국 달러에 달한다. 이 수치는 스웨덴, 독일과 비슷하며, 아시아에서는 카타르, 싱가포르, 브루나이, 쿠웨이트, 아랍에미리트, 홍콩, 사우디아라비아, 바레인에 이어 9번째로 높다. 반면에 1인당 명목 GDP는 28,758 미국 달러(2020년 추계 기준) 정도에 불과하다.
현재 중화민국의 통화 단위는 신 대만 달러(TWD, New Taiwan dollar)이며, 통화의 발행은 중화민국 중앙은행이 맡고 있다.

### 제1차 산업

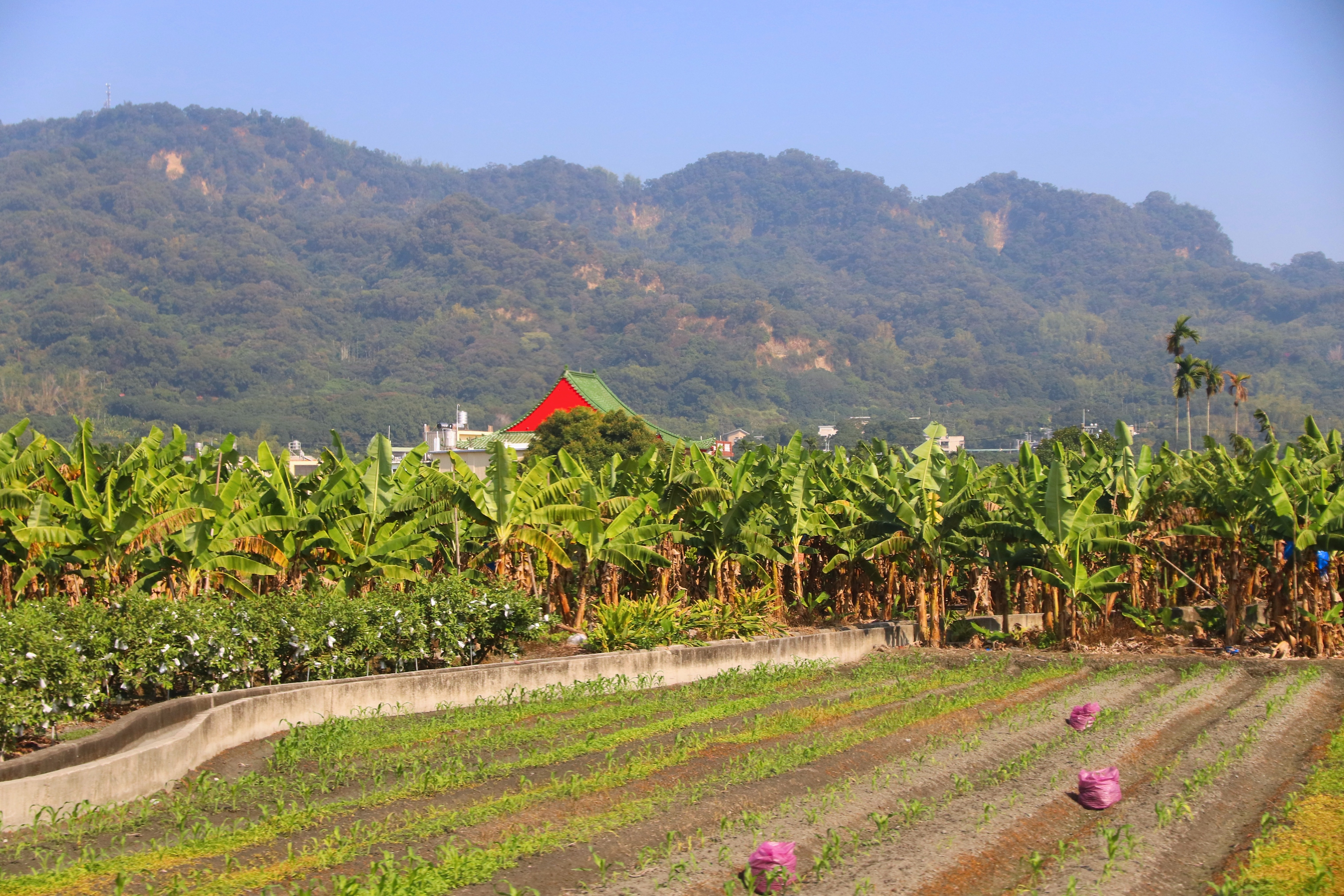
인구 70만의 윈린현

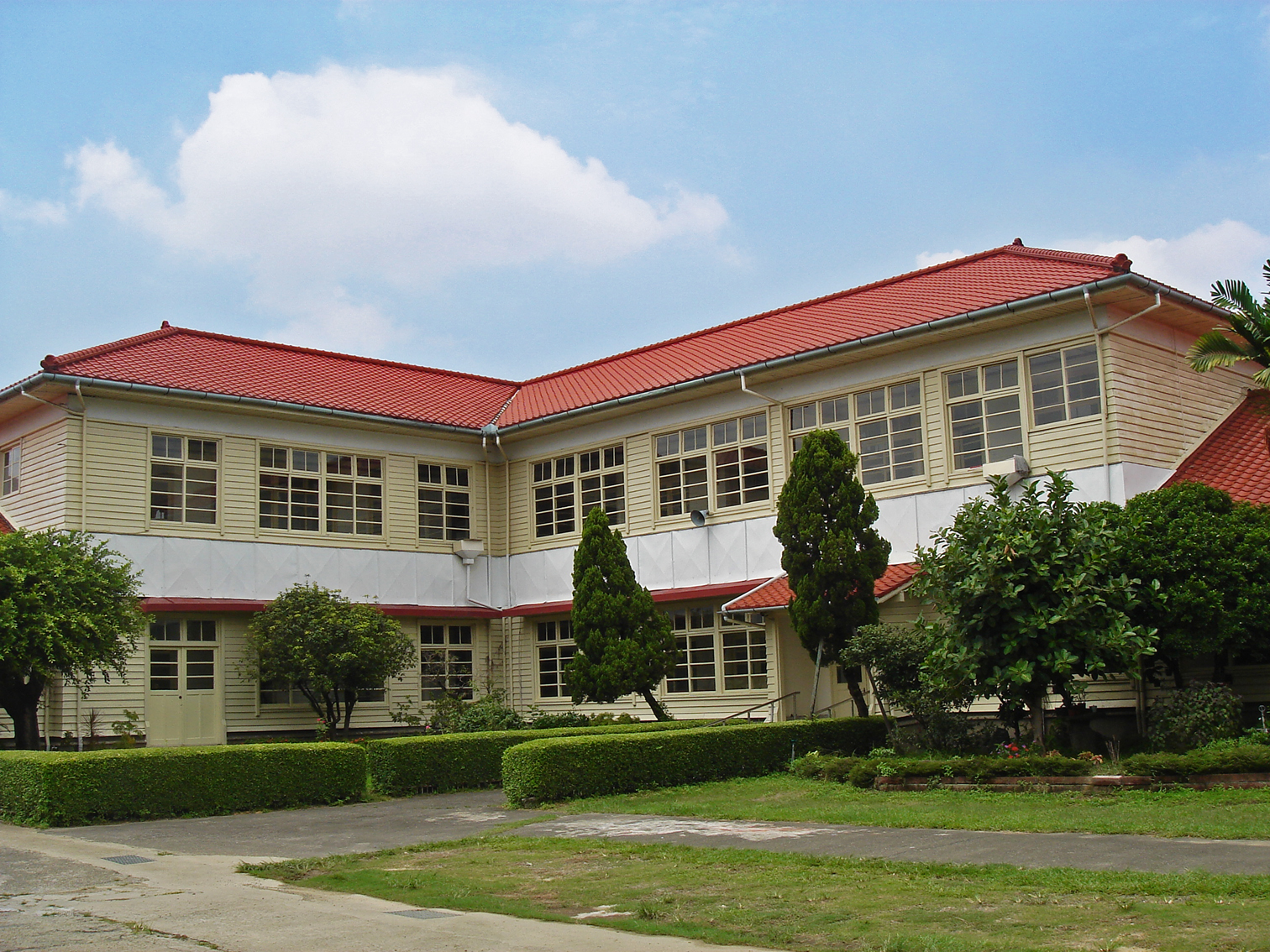
중화민국 농업식품청의 타이중 청사

농업은 타이완섬 서해안의 비옥한 평야 지역에서 주로 발달해 있다. 전체 토지의 24%가 곡물 재배에 적합하다. 쌀과 사탕수수의 수확량이 많으며, 그 밖에 옥수수, 고구마, 아스파라거스, 버섯류, 콩, 땅콩, 차, 바나나, 파인애플, 감귤류 등 많은 농산물이 생산되고 있다. 최근 일본 등의 국가로의 농산물 수출이 증가하고 있다. 가축으로는 돼지, 소나 물소(이전에는 농경용), 양, 산양, 닭, 오리 등이 상업용으로 사육되고 있다. 국토의 약 60%가 삼림으로 구성되어 있지만, 목재는 그리 풍부하지 않다. 주로 오크, 개잎갈나무, 대나무, 코늄(Conium), 등, Rattan) 등이 산출(産出)되지만, 수요의 대부분은 수입재에 의존하고 있다. 한편, 어업은 근해어업과 원양어업이 전체 어획고의 80%를 차지하며, 나머지는 연안어업과 양식업이다. 고등어와 다랑어의 어획량이 많다.

### 제2차 산업
지룽 부근의 탄광에서 석탄을 생산하고 있다. 대리석, 유황, 원유, 천연가스, 암염 등도 소량이지만 산출된다. 주요 공업 생산품은 시멘트, 석유, 라디오, 텔레비전, VTR, 전자 계산기(전산기), 컴퓨터 시스템 기기 등이다. 특히 타이완에서 제조되는 전자 제품이나 전기 부품은 세계적으로 높은 평가를 받는다. 그리고 화학공업, 석유화학공업, 섬유 산업, 플라스틱 제조업, 식품공업, 조선업 등도 번성하고 있다. 2002년 기준 연간 발전량은 1,585억 3,700만 kWh로, 그 약 4분의 1을 원자력발전소가 조달하고 있다.
국민당 정부의 경공업 위주 경제 정책에 따라 경공업은 세계적인 경쟁력을 갖추고 있으나, 중공업은 상대적으로 미약하다. 중화민국은 세계 유수의 컴퓨터 부품 생산 기지로, 세계 시장에서 유통되는 메인보드와 그래픽 카드의 절대 다수가 생산된다. 반도체와 액정 디스플레이(LCD) 등의 세계 시장 점유율도 높은 편이지만, 자체 상표가 아닌 주문자의 상표를 부착하는 주문자 생산(OEM)이 대부분이기 때문에 세계적으로 유명한 기업을 갖지는 못하고 있다. 그 외에는 라디오 생산업체인 산진(SANGEAN) 등이 있다.

### 제3차 산업
금융업이 활발하여 많은 외국 은행이 지점을 설치하고 있다. 1980년대 후반부터 생긴 주식의 자유화와 상승을 배경으로 주식시장도 활발해졌다. 그러나 2001년 이후의 불황으로 주가는 침체하고 있다. 타이완 지구의 경제에서 무역이 차지하는 비중은 높다. 2003년의 수출은 1,506억 12만 미국 달러, 수입은 1,272억 4,257만 미국 달러였다. 주요 수출품은 전기 및 전자 제품, 섬유 제품, 플라스틱 제품, 장난감류, 가공 식품 등이며, 주요 수입품은 원유, 목재, 철강, 기계류, 전기 및 전자 부품, 식료품이다. 주요 무역 대상국 및 지역은 미국, 일본, 독일, 홍콩, 중화인민공화국, 대한민국, 싱가포르 등이다.

## 교통 및 통신

### 교통

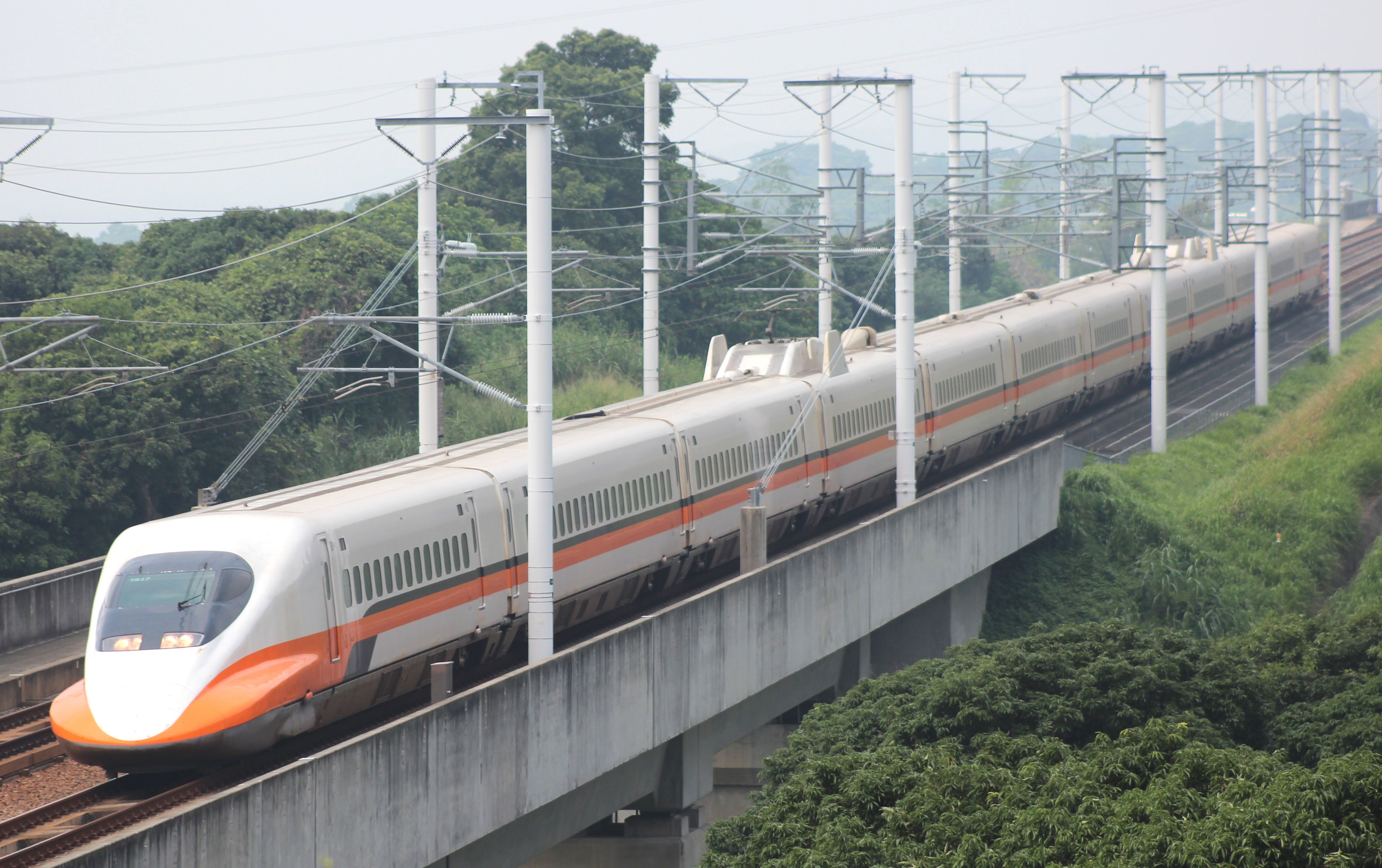
일본 신칸센의 첫 해외 수출판인 타이완 고속철도

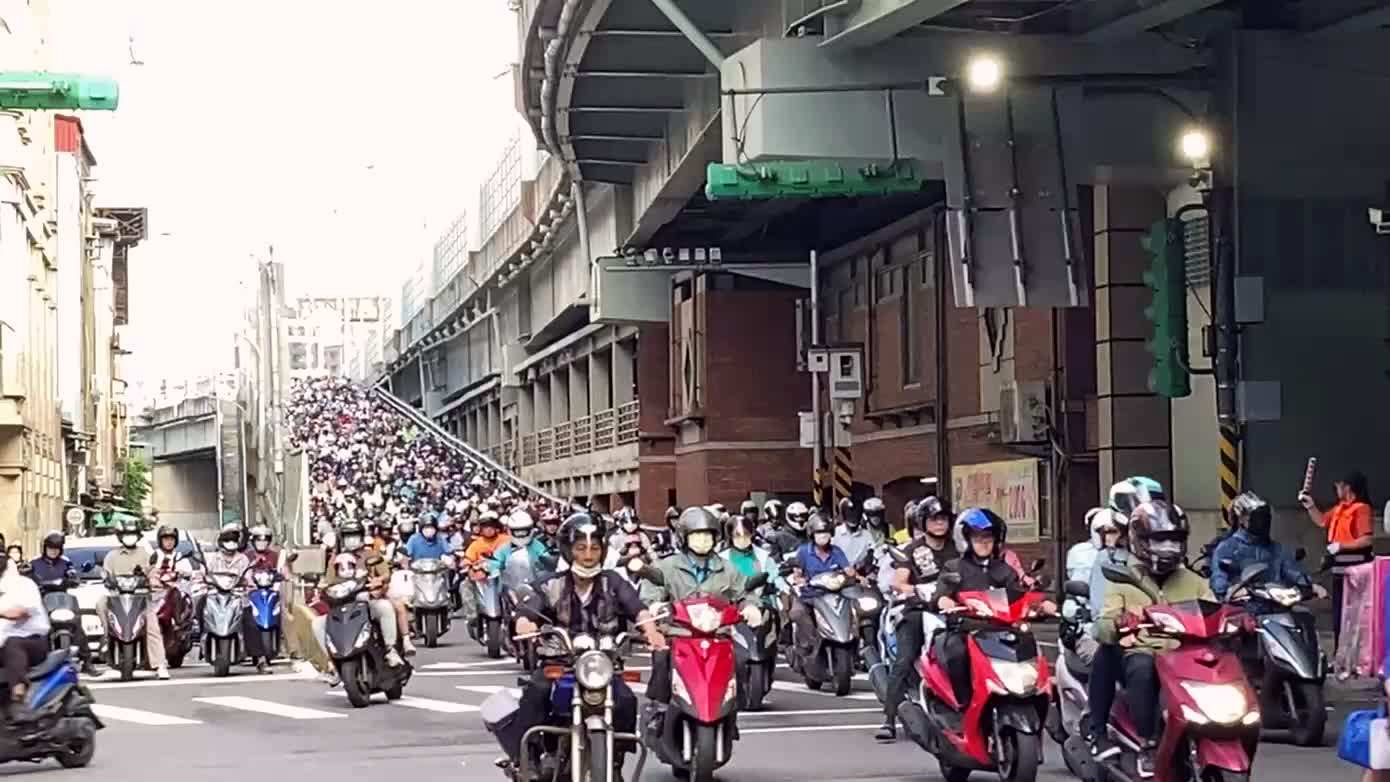
대만에서 오토바이는 제일 중요한 교통수단이다.

타이완의 교통 행정은 중화민국 교통부가 담당하고 있다. 타이완의 지리적 요인으로 인해 동서는 중앙산맥으로, 남북은 하천에 의하여 방해받고 있다. 육상 운송 수단으로는 도로망이 특히 발달하였다. 동해안의 쑤화 공로, 서해안의 포르모자 고속공로와 중산 고속공로, 섬을 횡단하는 동서횡관공로나 남부횡관공로등 간선도로가 잘 정비되어, 간선도로의 총연장 거리는 41,475km(2009년)에 이른다. 그 중 국가간선도로가 901km, 지방간선도로가 4,680km이다. 간선도로는 20,947km(고속도로 872km 포함)이며, 도심도로는 16,395km이다. 자동차 보유율도 높아 평균 3명당 1대 정도이다. 또한 잘 정비된 버스운행체계를 가지고 있다. 수십년간 일본의 식민지였지만 자동차는 일본과 반대로 우측통행을 한다.
철도는 대만철로관리국의 관리 아래 지룽을 기점으로 하는 동부간선이나 타이베이를 기점으로 하는 서부간선 등이 타이완의 해안선을 일주한다. 주로 물자 수송에 이용되고 있다. 2007년 일본 신칸센을 기반으로 한 타이완 고속철도가 개통되어 또 다른 변화가 있었다. 철도의 총 길이는 1,496km(2003년) 이고 철도 밀도는 415km/10,000km2이다.  타이베이(신베이 지역 일부 포함)와 가오슝, 타오위안, 타이중은 제윈, 즉 지하철이 운행 중이다.
주요 항구는 지룽시, 화롄시, 가오슝시, 타이중시 등이 있으며, 특히 가오슝은 국제 무역항으로서 타이완 지구 최대 규모의 항구인 동시에 동부 아시아에서 가장 분주한 항구 중 하나이다.
허브급 국제공항으로는 타오위안시 다위안구의 타이완 타오위안 국제공항과 가오슝시의 가오슝 국제공항이 있으며, 타오위안은 타이베이 쑹산 공항의 국제선 기능을 이어받아 개항했다. 중화민국의 국적기인 중화항공과 에바항공은 국내선과 국제선에 취항하고 있다.

### 통신
휴대전화의 보급율은 세계적인 수준이다. 또 일간지는 약 30지(紙)가 있으며, 주요 신문으로는 타이베이시에서 발행되고 있는 《중국시보》(中國時報), 《연합보》(聯合報), 《자유시보》(自由時報), 가오슝시에서 발행되고 있는 《타이완신문보》(臺灣新聞報), 타이중시에서 발행되고 있는 《타이완일보》(臺灣日報) 등이 있다.

## 주민

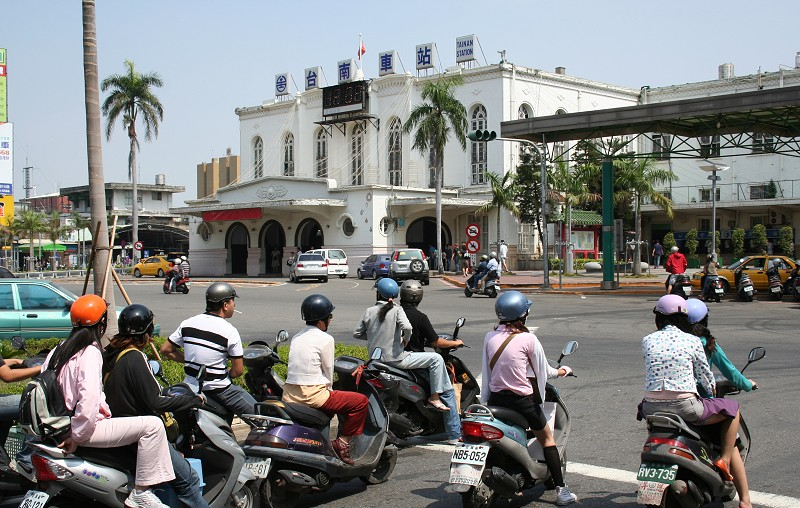
대만 남부의 경제·문화 중심지인 타이난시

### 인구 구성과 주요 도시

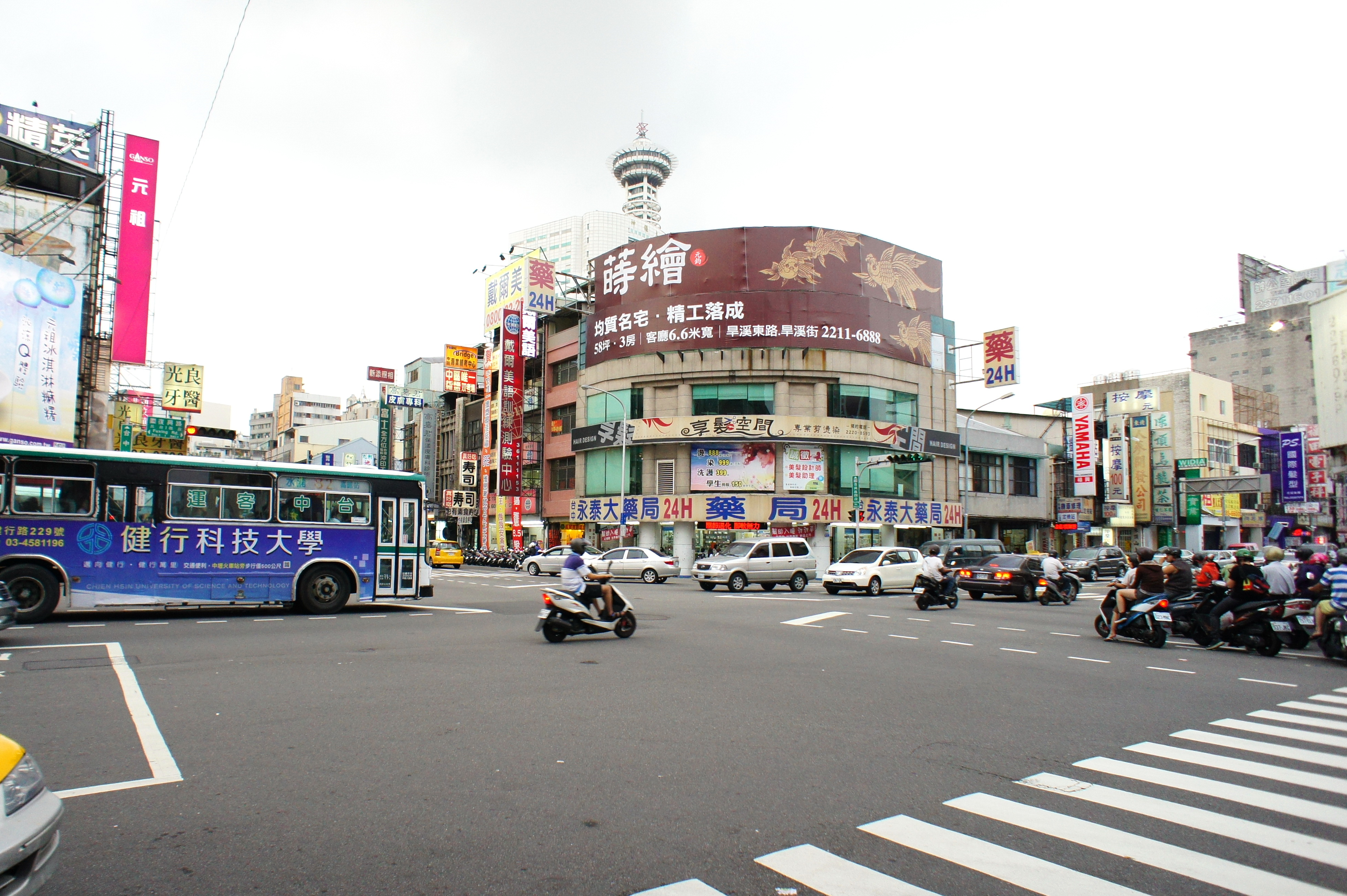
중부 대도시 타이중시

인구는 2,335만 9,928명(2014년 7월 추계), 인구밀도는 1km2당 636명(2005년 기준)이다. 인구증가율은 0.34%(2007년). 서해안의 평야부에 인구가 집중하여 인구밀도는 지극히 높다. 경제발전에 의한 농촌에서 도시로의 인구 유입으로 인하여, 도시 인구는 70%를 넘는다. 최대의 도시는 신베이시로, 4,027,481명이 거주한다. 제2의 도시로는 가오슝시에서 2,770,654명이 거주하며, 타이완 최대의 공업 도시와 동시에 타이완 제일의 항만이 있다. 그 밖의 주요 도시로는 타이완 중부의 경제, 문화의 중심 도시인 타이중시에 2,816,792명, 타이완 남부의 경제·문화 중심지인 타이난시에 1,877,294명이 있다. 그리고 '타이완의 실리콘벨리'라고 불리는 신주시에 413,317명, 타이완에서 두 번째로 큰 항구가 있는 지룽시에 387,207명, 그리고 자이시에 273,639명이 거주한다.

### 주민 구성
타이완 주민은 크게 3개의 집단으로 구분할 수 있다. 오스트로네시아어족계 원주민(약 1.7%), 명·청시대에 중국 푸젠성, 광둥성 등에서 이주 정착한 한족계 본성인(약 85.3%), 그리고 1945년 일제 패망 이후에 중국 본토 각지에서 이주한 외성인(外省人, 약 13%)이 있다. 한족계 본성인은 일상에서 주로 쓰는 중국어 방언에 따라 민남어를 사용하는 복노인(약 73.3%)과 객가어를 사용하는 객가인(약 12%)으로 세분하기도 한다. 국공내전에서 패한 국민당 정권이 타이완섬으로 피신하면서 정권을 따라 들어온 외성인들이 모든 방면에서 주도권을 쥐고 본성인들을 억압하면서 1947년에 2·28 사건이 일어나는 등 저항이 있었다. 1988년에 타이완 출신인 리덩후이가 총통이 될 때까지 43년간 외성인 중심의 국민당 정권이 계속되면서 정치, 경제의 각 분야에서 여전히 외성인 출신들과 그 후손들이 막대한 영향력을 행사하고 있다. 타이완에 거주하는 외국인은 주로 미국인 등 서양인이다. 그밖에 일본인, 말레이 인종(필리핀 출신 주민 등), 베트남인, 몽골인, 티베트인 등이 있다.

### 본성인과 외성인

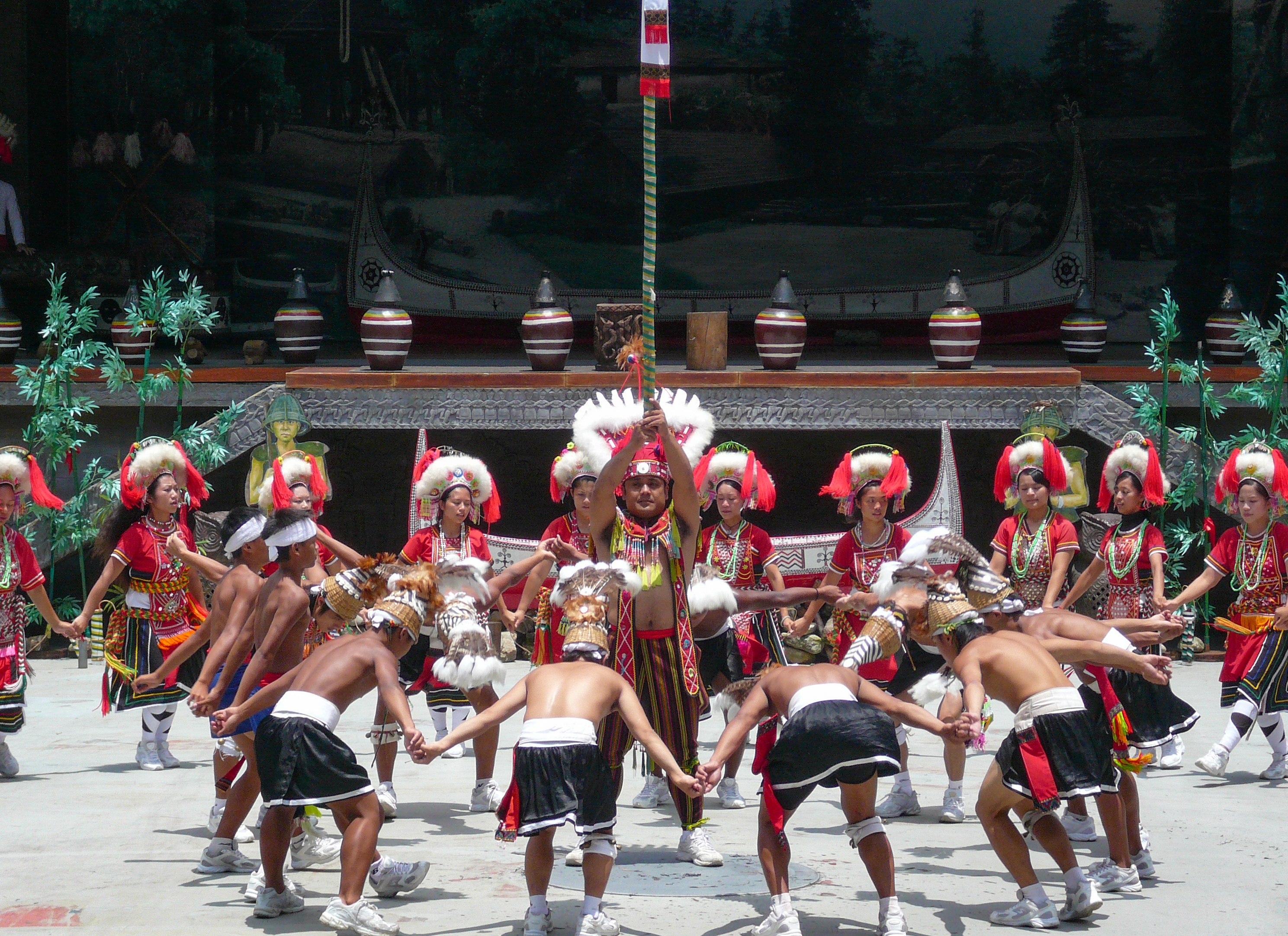
대만의 원주민

국민당이 이주해 오기 전부터 타이완에 살던 사람은 본성인이라고 부르고, 국민당과 함께 이주해 온 사람들을 다른 성에서 왔다고 하여 외성인이라고 부른다. 국민당이 타이완을 통치하면서 일상생활에서 일어난 가장 큰 변화는 언어였다. 명나라 때 중국 남부에서 이주해 와서 200년 넘게 살아온 본성인과 타이완 원주민은 민난어를 주로 사용했으나, 국민당은 만다린어를 표준어로 정하면서 본성인의 불만이 야기되었다. 본격적인 갈등은 2.28사건으로 깊어졌다. 국민당이 담배전매권을 시행하고 폭압적인 단속을 하는 과정에서 시위가 발생하였고, 국민당은 계엄령을 선포하면서 난폭하게 진압을 하면서 2만 명이 죽고 10만 명 가량이 행방불명되었다. 국민당은 이 때부터 1987년까지 40년간 계엄령을 발동하여 타이완을 통치하였다.
민난어를 쓰는 본성인은 주로 타이완 남부 지역에 거주한다. 경제적으로 소외되어 있고, 국민당이 통치하던 때보다 일본 점령기가 더 나았다고 생각하는 이들도 일부 있다. 정치적으로는 국민당 반대파인 민주진보당(민진당)을 지지하며 중국 대륙과의 통일보다는 현상 유지나 타이완 독립을 지지한다. 이에 반해 외성인에게 타이완은 임시로 거주하는 곳일 뿐이고, 타이베이는 임시수도일 뿐이다. 타이베이를 비롯한 북부에 많이 거주하며, 소수이지만 경제적인 우위를 지니고 있다. 베이징어를 사용하고 대륙과의 통일을 바라는 국민당을 지지한다. 물론 대부분의 타이완 사람들은 독립이나 통일 같은 극단적인 선택보다는 현상유지를 바라고 있지만 선거 때가 되면 정치적 대립이 부각되면서 심한 갈등이 표출되고 있다.

### 주민의 언어
중화민국은 공용어가 없다. 표준 중국어가 지배적인 언어이기는 하나, 일상에서는 민남어(타이완어)나 객가어가 많이 쓰이며, 그 밖에 중국 각지의 방언도 쓰인다. 또한, 원주민은 각각 독자적인 언어를 사용하고 있다. 최근에는 중화민국의 정치 민주화를 반영하여 미디어 등에서 민남어가 사용되는 경우가 많아지고 있다. 외국어로는 영어와 일본어가 가장 많이 쓰인다.

## 문화

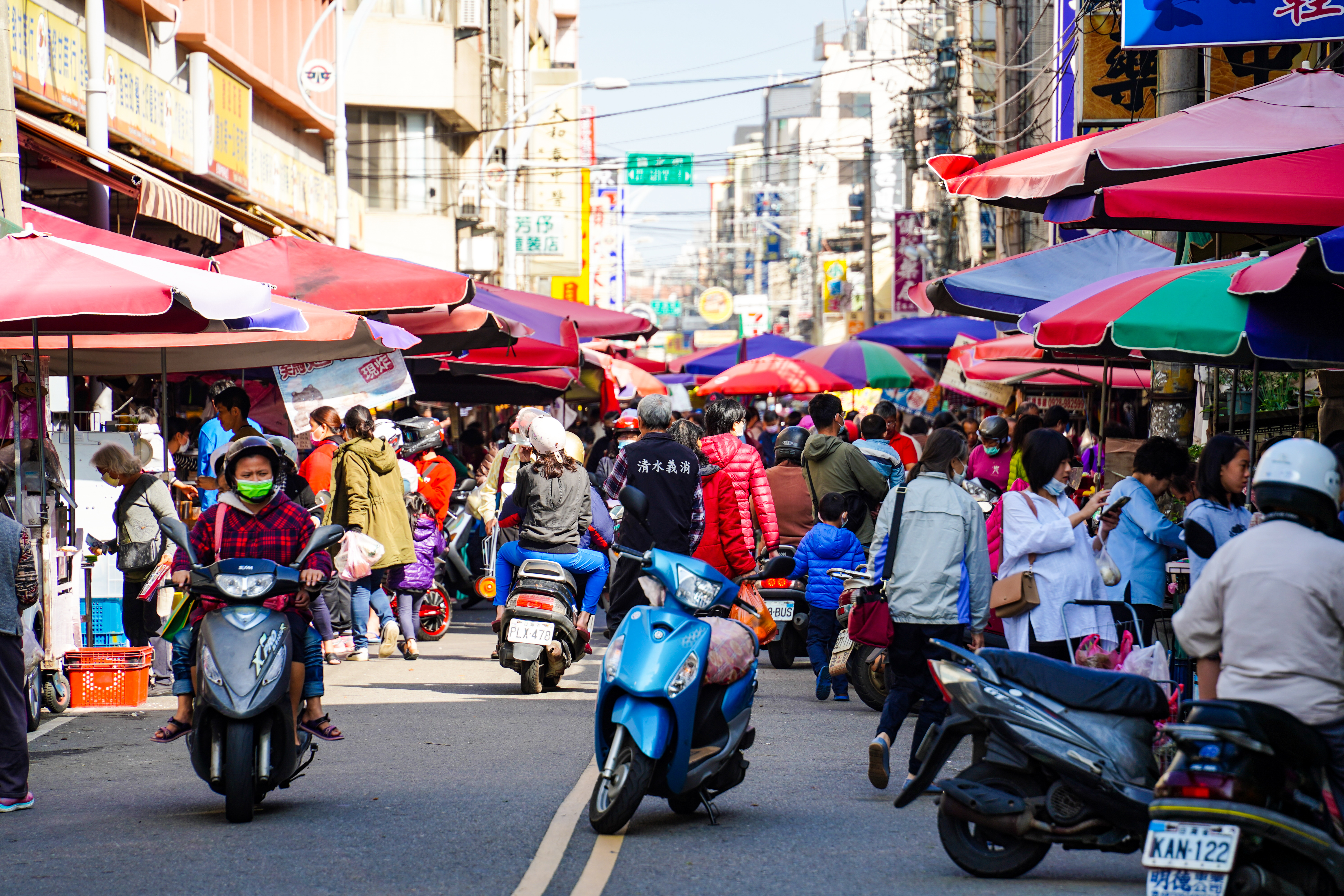
타이중의 시장

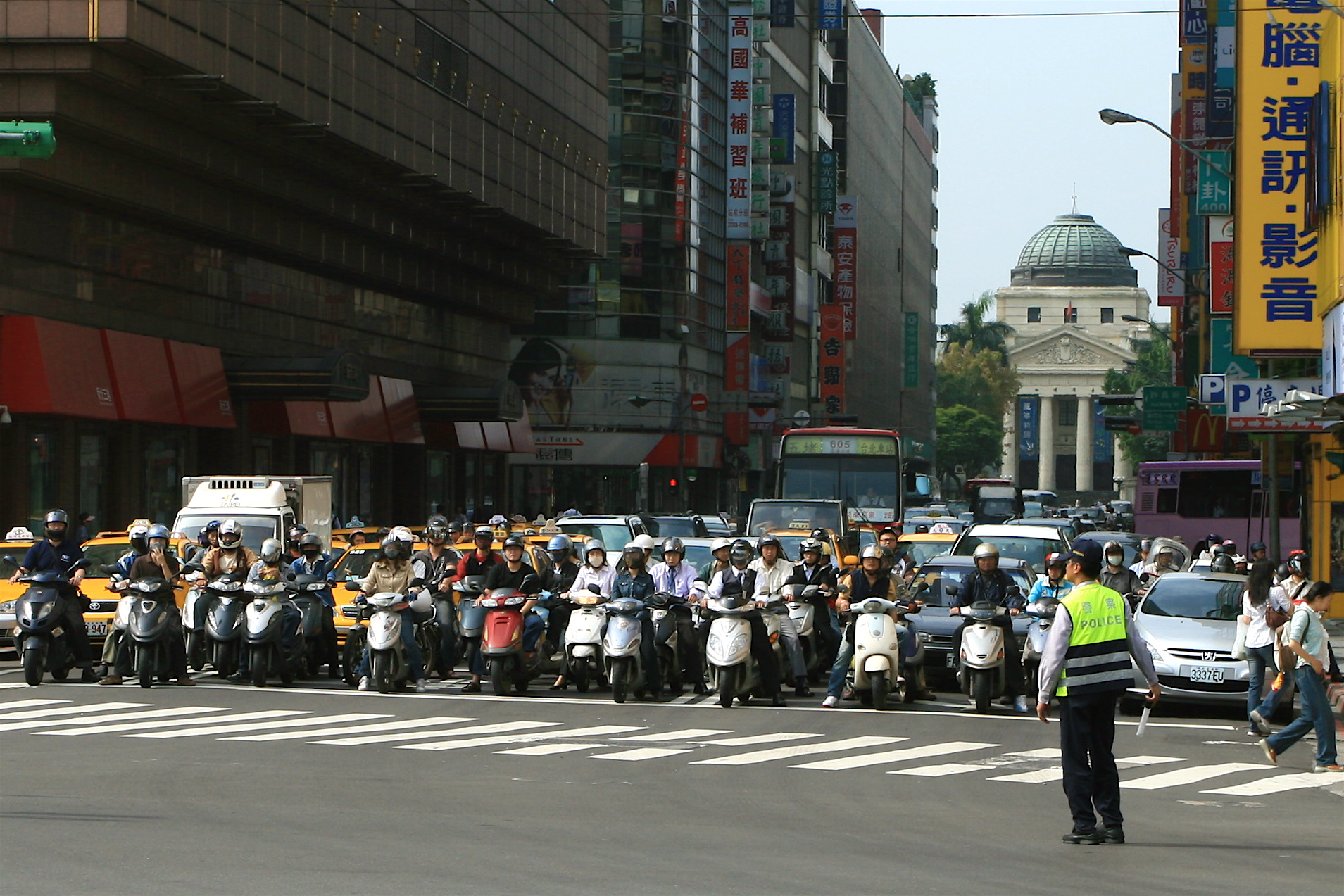
타이베이의 출근길 풍경

중화민국의 문화는 여러 문화가 뒤섞여 있어 매우 다양하다. 국민당이 국부천대할 때 대거 유입된 전통적인 중국 문화와, 이전부터 타이완섬에 살아오던 원주민들의 문화, 그리고 세계 대전 시기에 일본에 지배당할 때 유입된 일본 문화, 그 외에도 서구식 가치들과 유교적 이념들이 모두 섞여 복잡한 문화층을 형성하고 있는 것이다.

### 양안 관계의 영향
중국국민당은 국부천대하여 타이완섬에 정착한 직후부터, 본격적인 중국식 동화 정책을 펼쳐 서예, 서화, 민속화, 경극과 같은 정통 중국 문화를 꽃피우게 장려하였다. 현재 중화민국의 문화는 논란이 많은데, 특히 중화민국의 문화를 중국 문화의 일부로 보아야하는지, 아니면 독립적인 또 하나의 문화권으로 봐야하는지 이견이 분분하기 때문이다. 다만 국부천대한지 꽤나 시간이 흘렀기 때문에 점차 중화의 정체성도 흩어지고 있으며, 중국 본토와의 관계가 악화되어 가고 있는 상황이기에 점차 타이완섬의 독자적인 문화라는 의견이 강해지고 있다. 이 때문에 현재 타이완의 문화는 본토와 비교하여 요리와 음악 등에서 큰 격차를 보이고 있다.
타이완섬의 최고 방문거리들 중 하나는 국립고궁박물원이다. 65만 점이 넘는 중국식 청동기, 옥 유물, 서예품, 서화, 도자기들을 소장하고 있으며, 세계에서 가장 질이 높고 가치있는 소장품들을 대거 소장하고 있다. 국민당은 1933년에 자금성에 보관되어 있던 황제의 수집품들을 빼내어 수장고에 보관하였고, 이 것들을 타이완섬으로 가져왔다. 이 소장품들은 중국의 문화 유물들 중에 10분의 1에 달할 정도로 막대한 양에 달하며, 워낙 수가 많기에 한 번 전시할 때마다 1% 밖에 전시할 수가 없다고 한다. 중화인민공화국은 이 행위를 ‘도둑질’이라고 칭하며, 반환 요구를 하고 있다. 그러나 중화민국은 오히려 자신들이 이 유물들을 보관한 것이 문화 대혁명과 같은 대대적인 파괴 행위로부터 막아내었다고 주장하고 이같은 요구를 일축하고 있다. 다만 이 유물과 관련된 논쟁은 점차 완화되고 있는데, 베이징 박물관의 큐레이터인 정신마오는 이같은 기류를 반영하여 ‘중국과 타이완의 박물관에 보관되어 있는 유물들은 장소와 상관없이 모두 양안인들의 고유한 문화유산이다’라고 발언하였다. 또 국립역사박물관, 타이완성립박물관, 타이중 시에 있는 국립 타이완 미술관에는 중국의 민속 문물이나 현대 예술 작품 등이 전시되어 있다.

### 종교
| 종교 구성 (중화민국)                 | 종교 구성 (중화민국)                 | 종교 구성 (중화민국) | 종교 구성 (중화민국) | 종교 구성 (중화민국) |
| ------------------------------------ | ------------------------------------ | -------------------- | -------------------- | -------------------- |
|                                      |                                      |                      |                      |                      |
| 도교, 불교, 유교, 전통종교 및 무신론 | 도교, 불교, 유교, 전통종교 및 무신론 |                      | 93%                  | 93%                  |
| 기독교                               | 기독교                               |                      | 4.5%                 | 4.5%                 |
| 기타                                 | 기타                                 |                      | 2.5%                 | 2.5%                 |

종교로는 불교, 도교, 유교의 3대 종교와 기독교 등이 존재한다. 3대 종교 간의 구분은 극히 애매하며 이를 신앙하는 인구 비율이 93%를 차지해 압도적으로 많다. 대만 성공회, 메노나이트, 장로교, 로마 가톨릭교회 등의 기독교는 4.5%, 기타 2.5%이다.
타이완에서는 불교, 도교, 유교의 구분이 극히 애매할 뿐만 아니라, 서로 강하게 영향을 받고 있다. 타이완 사람들의 종교 생활은 불교, 유교, 도교가 혼합된 것으로, 묘(廟)에서는 이러한 종교의 신들이 합사되고 있다. 특정의 신을 신앙하는 것이 아니라 각각의 경우에 따라 참배하는 신들을 바꾸고 있다. 따라서 타이완 사람들은 종파를 넘어 깊게 종교와 접점을 가지고 있다고 말할 수 있다.
세계 종교 회의 등 종교 국제 기구에서는 중화인민공화국이 종교의 자유가 보장하는지 확신할 수 없다는 이유에서 타이완 중화민국을 정통으로 인정하는 경우도 많다.

### 교육

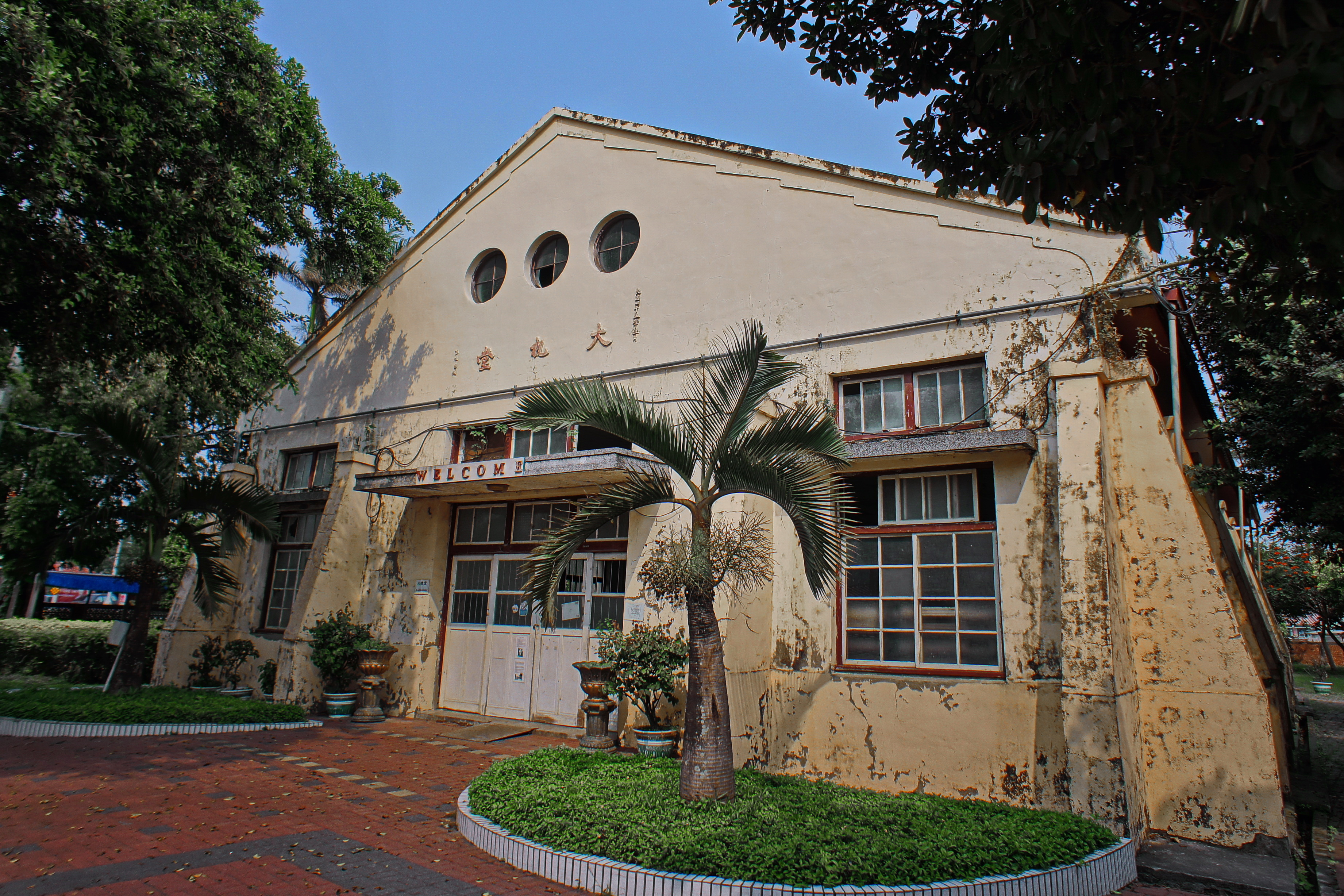
대만의 초등학교인 국민소학

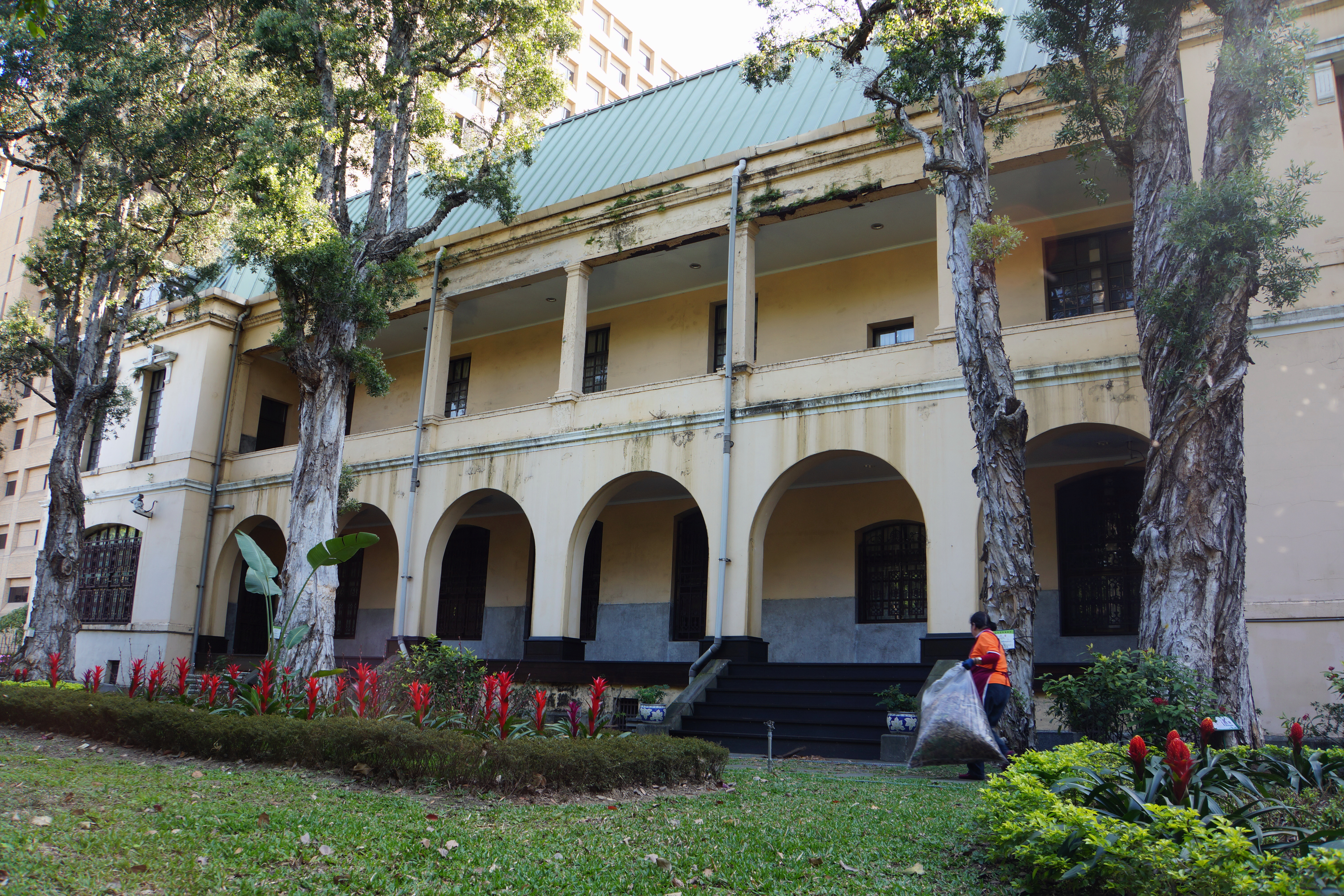
국립 타이완 대학 약학대

타이완의 교육제도는 1946년에 제정된 중화민국 헌법이 정하고 있다. 일본의 식민 지배의 영향으로 일본식 교육 제도를 바탕으로 하고 있다. 의무 교육은 초등학교(국민소학; 國民小學)와 중학교(국민중학; 國民中學)의 9년간으로, 공립학교는 무료이다. 국민중학 졸업자의 대부분이 고등학교에 해당하는 고급중학(高級中學) 혹은 고급직업학교(高級職業學校)에 진학하고 있다. 다른 아시아 국가들과 마찬가지로 교육열이 높다. 타이완에는 약 150개의 대학교와 전과학교(專科學校) 등의 고등교육 기관이 있다.
주요 대학교는 다음과 같다.
| 대학                                    | 소재지     | 개교년도 |
| --------------------------------------- | ---------- | -------- |
| 국립 타이완 대학 (國立臺灣大學)         | 타이베이시 | 1928년   |
| 국립 정치 대학 (國立政治大學)           | 타이베이시 | 1954년   |
| 국립 타이완 사범대학 (國立臺灣師範大學) | 타이베이시 | 1922년   |
| 둥우 대학 (東吳大學)                    | 타이베이시 | 1951년   |
| 중국 문화 대학 (中國文化大學)           | 타이베이시 | 1962년   |
| 국립 중산 대학 (國立中山大學)           | 가오슝시   | 1980년   |
| 국립 가오슝 대학 (國立高雄大學)         | 가오슝시   | 2000년   |
| 국립 중흥 대학 (國立中興大學)           | 타이중시   | 1919년   |
| 국립 성공 대학 (國立成功大學)           | 타이난시   | 1931년   |
| 국립 칭화 대학 (國立淸華大學)           | 신주시     | 1956년   |
| 국립 자오퉁 대학 (國立交通大學)         | 신주시     | 1958년   |
| 푸런 대학 (輔仁大學)                    | 신베이시   | 1961년   |
| 국립 타이완 해양대학 (國立臺灣海洋大學) | 지룽시     | 1953년   |
| 국립 중앙 대학 (國立中央大學)           | 타오위안시 | 1962년   |
| 국립 자이 대학 (國立嘉義大學))          | 자이시     | 1919년   |

### 전통 문화
타이완 주민의 대부분이 한족이므로 그 문화 기반은 한문화(漢文化)이다. 중국 본토의 전통 사회와 마찬가지로 가족은 사회 조직의 중요한 사회 단위가 되고 있다. 따라서 선조 숭배는 현재도 중요한 가족 행사의 하나이다. 또 구정 및 이십사절기에 따르는 청명절이나 중추절 등의 전통적인 연중 행사는 매년 성대하게 행해지고 있다. 타이완섬에 대한 일제의 강점기간은 한국보다 15년이 더 긴 50년(1895년에서 1945년까지)이지만, 타이완 주민들의 반일 감정은 한국인에 비해 현저히 덜한데 이는 1947년의 2·28 사건 이후 무려 38년간의 계엄령 아래서 본성인과 외성인을 차별했던 폭압통치에 대한 주민들의 반감이 일제시대에 대한 향수로 연결되었기 때문이다.

### 대중 문화

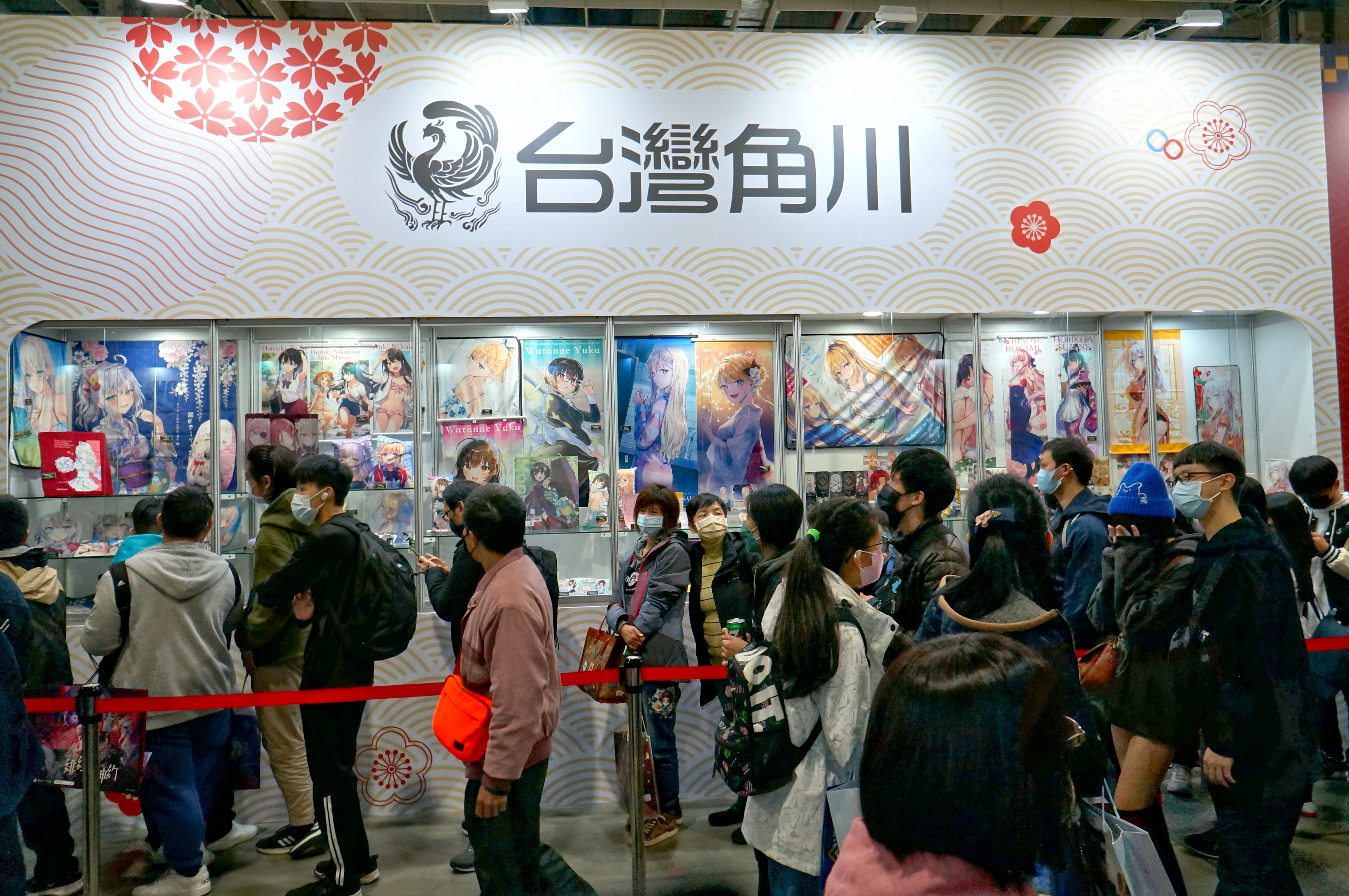
일본의 애니메이션은 대만에서 큰 영향력을 갖고 있다.

타이완은 중화권에 속한 지역으로, 타이완의 대중 문화는 중화권과 맥을 같이 한다. 타이완 출신의 연예인들은 중국 대륙와 세계 각지의 화교 사회에서도 큰 인기를 얻고 있다. 외국 문화 중에서는 일본의 대중 문화가 가장 큰 영향력을 가지고 있다. 일본의 대중 문화는 타이완의 대중 문화 형성에 거의 절대적인 영향을 끼쳤다고 볼 수 있다. 타이완에서 제작된 영화나 드라마 중에는 일본의 만화나 소설을 원작으로 한 것이 많다. 최근에는 한류 열풍으로 젊은 층을 중심으로 한국의 대중 문화의 영향력이 커지고 있다.
가라오케는 일본의 영향을 받아 중화민국에서도 큰 인기를 끌고 있으며, 중화민국에서는 KTV라는 이름으로 불린다. 많은 가라오케 사업주들은 마치 호텔처럼 운영하며, 인원수에 맞는 장식된 방들을 가지고 영업한다. 주로 식당이나 뷔페와 협업하는 경우가 잦으며, 가족, 친구, 회식과 같은 경우들에 자주 이용된다. 타이완 섬을 돌아다니는 관광버스들에 있는 TV들은 방송 시청용이 아니라 노래 부르기 위한 용인 경우도 있다. KTV의 맞수는 MTV라고 불리는데, 주로 도시에서 발견되며 DVD를 선택하여 조그만 방에서 시청할 수 있는 서비스이다. 현재에는 KTV보다 MTV가 젊은 남녀들 사이에서 더 인기를 끌고 있는 추세이다.
중화민국에는 24시간 영업하는 편의점이 매우 많은데, 일반적인 서비스에 더하여 정부의 서비스들까지 모두 제공한다. 심지어는 우편 업무까지 제공하는 경우도 있다. 중화민국 문화는 세계 각국에도 상당한 영향을 끼치는데, 버블티와 밀크티 등은 워낙 유명하여 전세계에 퍼져나갔으며 중화민국의 TV 쇼는 싱가포르, 말레이시아 등 여러 아시아 국가들에서 매우 유명하다. 중화민국의 영화는 여러 국제 영화제에도 출품되어 여러 상을 수상한 바 있다.
가장 인기 있는 스포츠는 야구로, 중화 프로 야구 대연맹(타이완 프로 야구)이 있다. 특히 중화민국은 2024년 WBSC 프리미어 12 대회에서 우승을 차지하기도 했는데, 이 우승은 사상 첫 국제 주요 야구대회 우승이기도 하다.

### 음악
중화민국의 고전 음악 문화는 매우 발전되어 있으며, 바이올리니스트 조링린이나 칭운후와 같은 피아니스트, 우한과 같은 지휘자들이 유명하다. 대중음악 분야에서는 등려군, 장후이메이, 채의림, 저우제룬 등의 가수가 활약하였으며, K팝의 인기가 많다. 2010년대 이후 쯔위와 라이관린 등 대한민국으로 진출하여 K팝 가수로 활동하는 사례도 있다.

## 같이 보기

### 일반 주제
| - 국부천대 - 대만공화국 - 독립운동 - 민국기원 - 오권분립 - 오족공화(五族共和) - 제2차 세계 대전 이후 타이완 - 중화 타이베이 | - 중화민국의 대외 관계 - 중화민국의 정치 - 타이완의 언어 - 타이완의 인구통계 - 타이완 원주민 - 타이완 원주민 일람 - 중화민국의 행정구역 - 중국의 민족 - 타이완 |

### 중국 관련 명칭
- 타칭 지명과 자칭 지명
- 하나의 중국
- 두 개의 중국
- 중화인민공화국

### 영토 분쟁
- 센카쿠 열도
- 스프래틀리 군도 분쟁